# Locoal-Mendon
Pour les articles homonymes, voir Mendon (homonymie).
Locoal-Mendon [lɔkwal mɛ̃dɔ̃] est une commune française, située dans le département du Morbihan en région Bretagne.

## Géographie

### Localisation

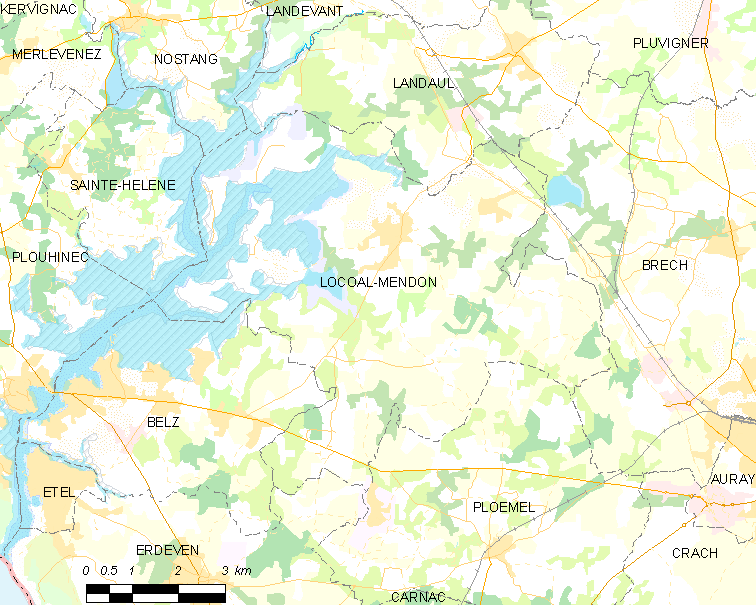
Carte simplifiée de la commune de Locoal-Mendon.

| Nostang                 | Landaul       |         |
| Sainte-Hélène Plouhinec | Locoal-Mendon | Brech   |
| Belz                    | Erdeven       | Ploemel |

### Description
| - Carte topographique de la commune de Locoal-Mendon. |

Locoal-Mendon est une commune située sur la rive gauche de la partie maritime amont de la rivière d'Étel ; sa partie continentale correspond à l'ancienne paroisse de Mendon, limitée au nord approximativement par le ruisseau de Kerlino (la limite communale avec Landaul ne suit pas toujours exactement le tracé de celui-ci), au sud-ouest par le ruisseau de la Fontaine de Kervoine (qui marque la limite avec Belz) et au sud-est par la partie amont du ruisseau de Calavret (qui sépare Locoal-Mendon de Ploemel) dont la partie aval traverse ensuite le finage communal avant de se jeter dans le chenal de Saint-Jean ; à l'est la limite communale suit à peu près le tracé du ruisseau du Crannic, lequel se jette dans l'étang du Crannic qui appartient à la commune de Brech. Le relief de cette partie continentale de la commune s'élève au maximum à 35 mètres au nord du hameau de Lapaul, principal hameau de la commune, situé dans la partie nord-est du finage communal.
Le littoral de cette partie continentale de la commune est très découpé : au nord l'étier de Pont Lesdour (en fait ria du ruisseau du Moulin de Cochelin) sépare la partie nord-ouest du territoire communal (la presqu'île du Plec, une presqu'île très étirée en longueur se terminant par la pointe du Verdon) du reste du territoire communal ; d'autres pointes : pointe de Rosmarian, pointe de Corn Néguan (une ancienne île transformée en presqu'île), pointes de Ninezveur et de Levein, pointe de Lescouët, alternant avec des anses : l'anse de l'Istrec, le ster Sant Iehann, le chenal de Saint-Jean et la ria du ruisseau de la Fontaine de Kerlivio étant les principales.
La partie péninsulaire et insulaire de la commune correspond pour l'essentiel à l'ancienne paroisse de Locohal-Auray (Locoal-Auray) ; l'ancienne île de Locoal a été transformée en presqu'île par la construction de deux chaussées, la principale reliant vers l'est Locoal à Mendon ; une chaussée secondaire au sud-est, qui traverse le chenal Saint-Jean transformé en étang par l'existence de ces deux chaussées, relie Locoal à la presqu'île où se trouve la chapelle Sainte-Marguerite. Cette ancienne île de Locoal devenue presqu'île, étirée dans le sens est-ouest, très étroite par endroits (notamment entre Coëdo et La Forest) a un littoral très découpé, alternant pointes (la pointe de Pen Inez au nord (qui abondant jadis en huîtres) et la pointe de Beg Lannec à l'ouest étant les principales) et anses (notamment l'anse de Locoal à l'ouest du bourg éponyme et le Goh Lenn, une ancienne anse transformée en étang). Ce littoral est peu peuplé car peu propice aux implantations humaines ; aucun port notable par exemple n'a pu se développer ; le bourg de Locoal et les quelques hameaux de l'île sont dans l'intérieur de l'île, laquelle a un relief plat s'élevant au maximum à 11 mètres au-dessus du niveau de la mer.
L'estran découvre largement à marée basse, laissant apparaître de vastes étendues de slikke et schorre, alternant vasières (notamment la vasière de Keriguénen et celle de Kercune) et parcs à huîtres.

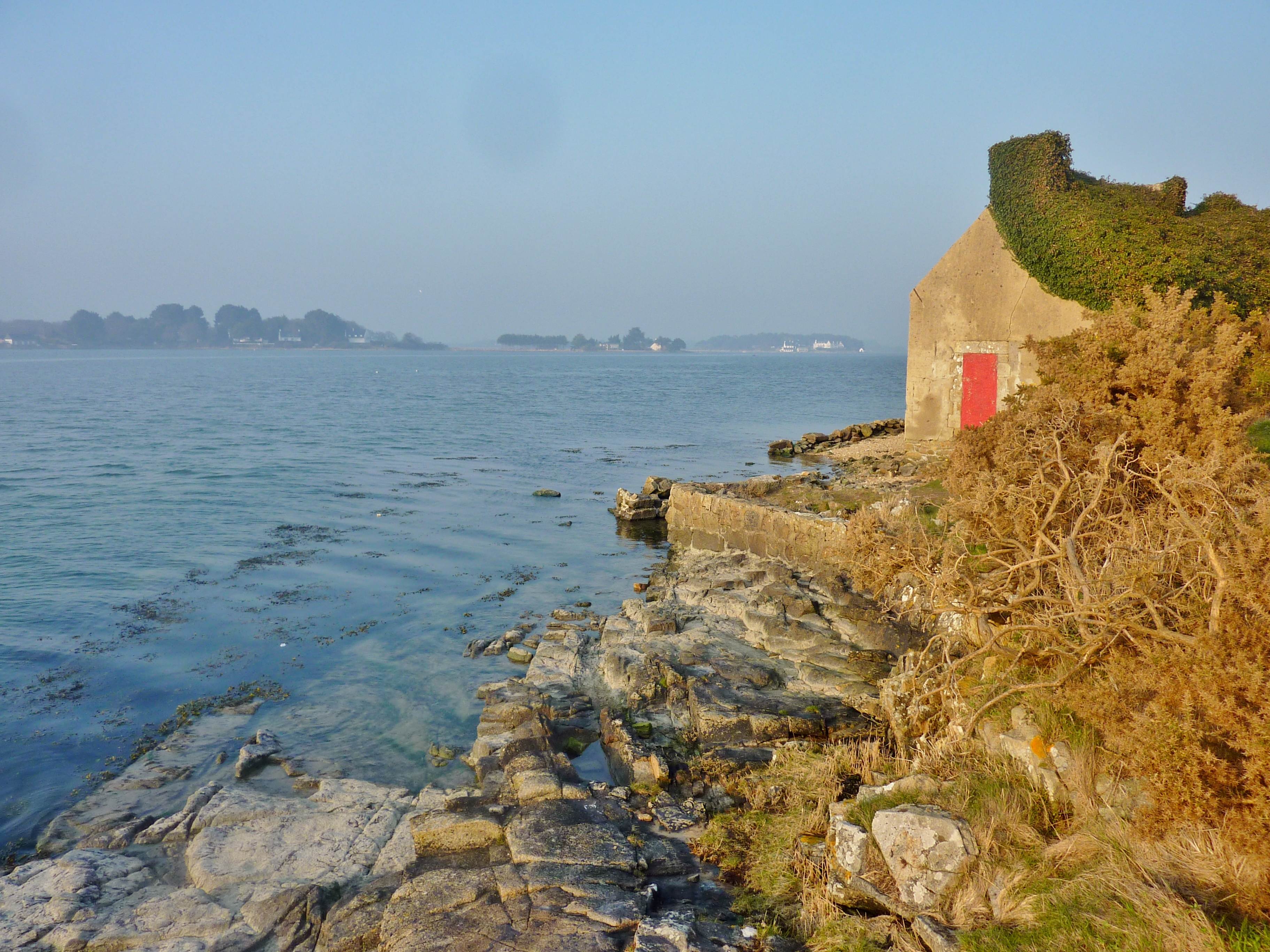
La rivière d'Étel à Beg Lannec en Locoal-Mendon (à l'extrémité du « chemin de Cadoudal »).
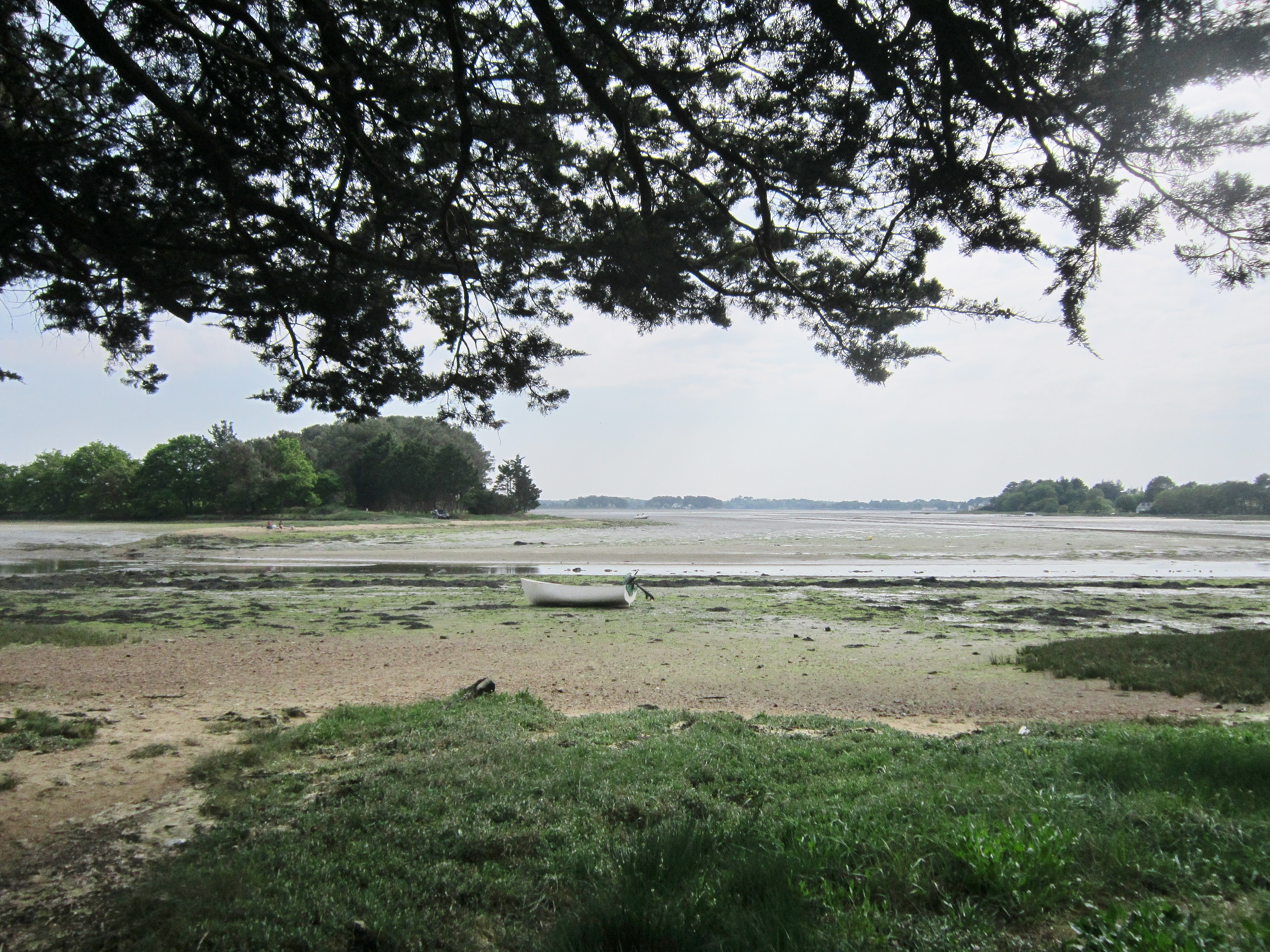
La rivière d'Étel à Locoal-Mendon (vue prise depuis les environs du menhir christianisé dit "la Quenouille de sainte Brigitte").
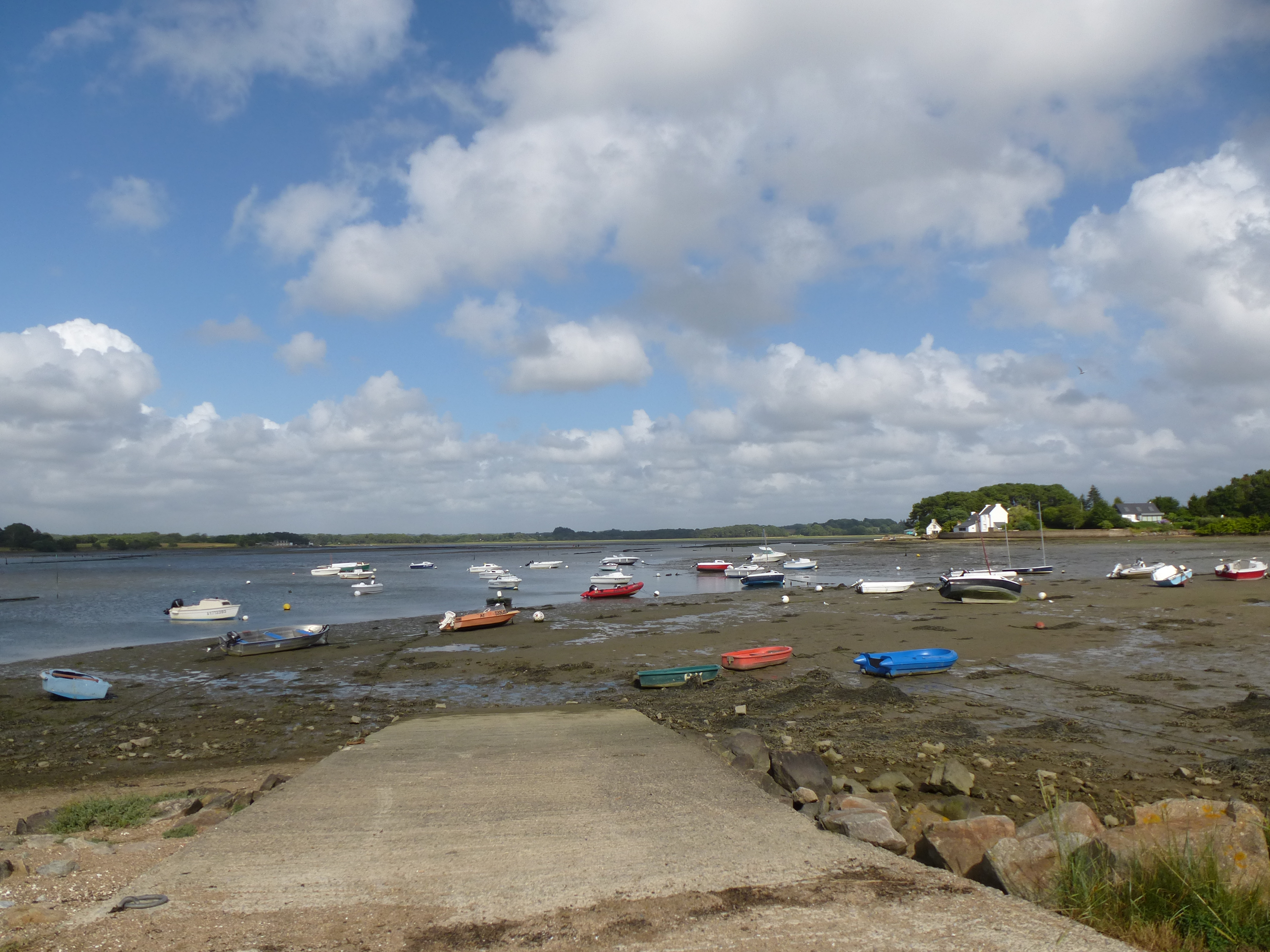
La rivière d'Étel vue de la pointe de l'Istrec.
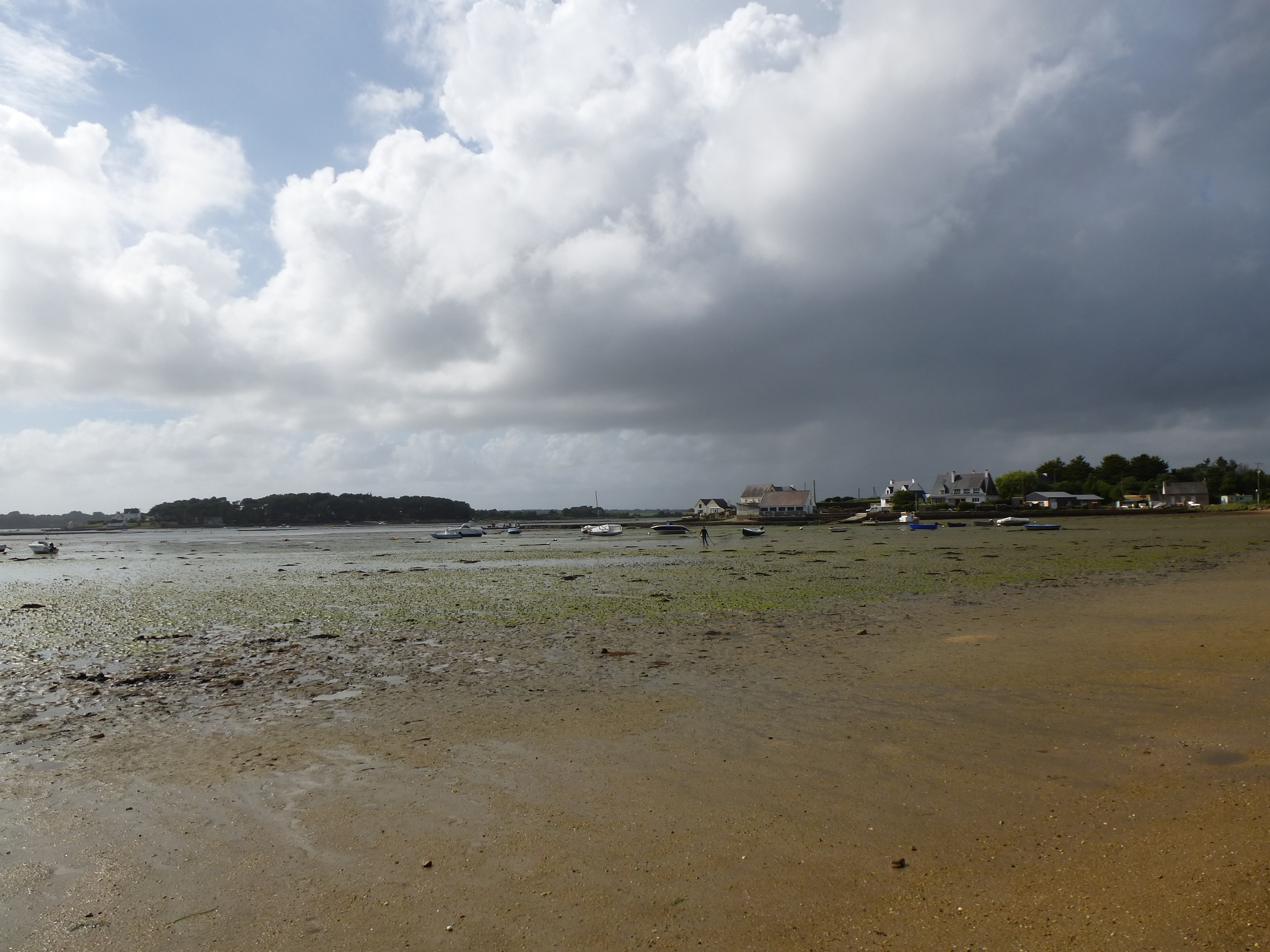
Locoal : la rivière d'Étel à marée basse.
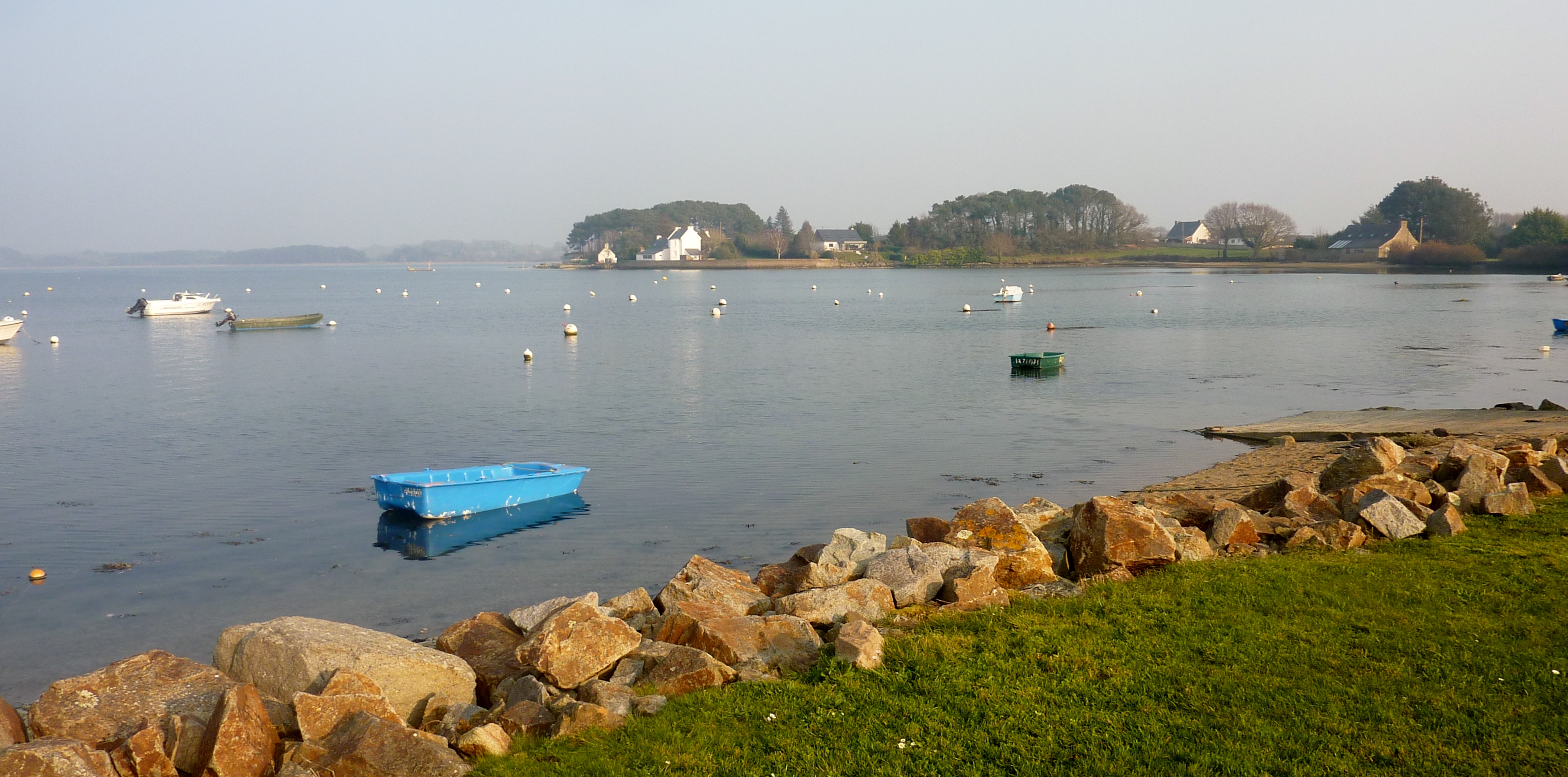
La rivière d'Étel à marée haute vue depuis Locoal-Mendon.

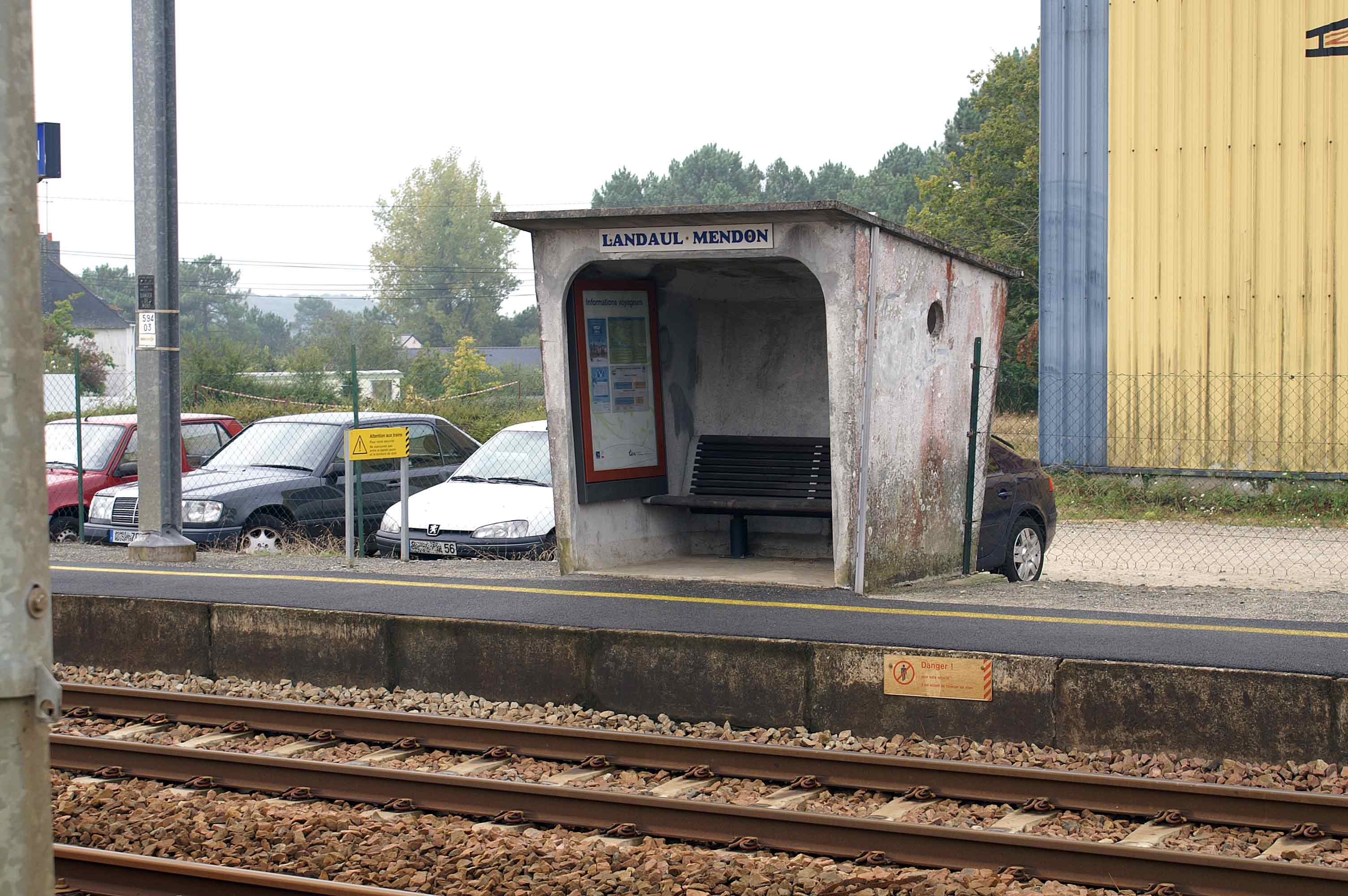
La gare de Landaul - Mendon.

L'extrême indentation du tracé littoral, l'étendue des marais et vasières, la situation au fond de la rivière d'Étel explique l'isolement traditionnel important de cette commune restée à l'écart des grandes voies de communication : la voie rapide RN 165 traverse certes la partie nord-est de la commune (mais l'échangeur de Poulvern qui dessert Locoal-Mendon, via la route départementale 16, se trouve dans la commune voisine de Landaul), de même que la ligne ferroviaire de la Bretagne Sud venant de Nantes ou Rennes et se dirigeant vers Quimper, mais aucune gare n'existe dans la commune ; toutefois la gare de Landaul - Mendon se trouve non loin sur le territoire de la commune de Landaul..

### Hydrographie
Pour un article plus général, voir Réseau hydrographique du Morbihan.
La commune est située dans le bassin Loire-Bretagne. Elle est drainée par la rivière de landévant, le Goah Guillerm, la Demi-Ville, le Calavret, le chenal de Saint-jean, le Moulin de Cochelin, le Pont Lesdour, le stér en istrec, le ruisseau de la Fontaine de kerlivio, le Stér Sant Lehann, l'Étang du Crannic et divers autres petits cours d'eau,.
Le Goah Guillerm, d'une longueur de 35 km, prend sa source dans la commune de Languidic et se jette  dans le ria d'Étel en limite de Plouhinec et d'Erdeven, après avoir traversé huit communes. 
La Demi-Ville, d'une longueur de 21 km, prend sa source dans la commune de Pluvigner et se jette  dans le ria d'Étel à Sainte-Hélène, après avoir traversé sept communes. 
Le Calavret, d'une longueur de 13 km, prend sa source dans la commune  et se jette  dans le ria d'Étel sur la commune. 

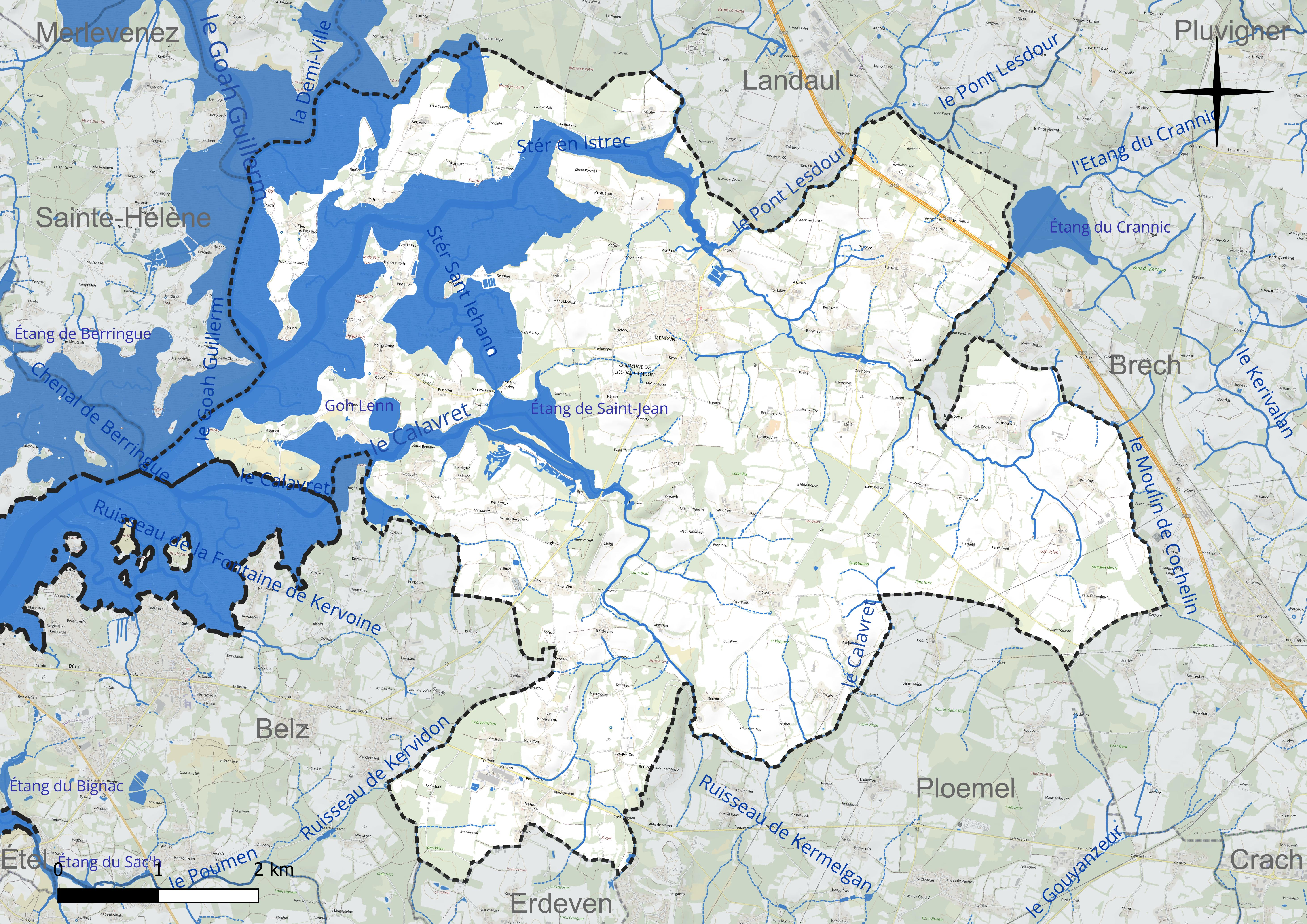
Réseau hydrographique de Locoal-Mendon.

Deux plans d'eau complètent le réseau hydrographique : Goh Lenn (8,8 ha) et l'étang de Saint-Jean (31,81 ha),.

### Climat
Pour des articles plus généraux, voir Climat de la Bretagne et Climat du Morbihan.
En 2010, le climat de la commune est de type climat océanique franc, selon une étude du CNRS s'appuyant sur une série de données couvrant la période 1971-2000. En 2020, Météo-France publie une typologie des climats de la France métropolitaine dans laquelle la commune est exposée à un climat océanique et est dans la région climatique Bretagne orientale et méridionale, Pays nantais, Vendée, caractérisée par une faible pluviométrie en été et une bonne insolation. Parallèlement l'observatoire de l'environnement en Bretagne publie en 2020 un zonage climatique de la région Bretagne, s'appuyant sur des données de Météo-France de 2009. La commune est, selon ce zonage, dans la zone « Intérieur  », exposée à un climat médian, à dominante océanique.
Pour la période 1971-2000, la température annuelle moyenne est de 12 °C, avec une amplitude thermique annuelle de 11,5 °C. Le cumul annuel moyen de précipitations est de 906 mm, avec 13,3 jours de précipitations en janvier et 6,9 jours en juillet. Pour la période 1991-2020, la température moyenne annuelle observée sur la station météorologique la plus proche, située sur la commune d'Auray à 10 km à vol d'oiseau, est de 12,6 °C et le cumul annuel moyen de précipitations est de 969,3 mm,. Pour l'avenir, les paramètres climatiques de la commune estimés pour 2050 selon différents scénarios d’émission de gaz à effet de serre sont consultables sur un site dédié publié par Météo-France en novembre 2022.

## Urbanisme

### Typologie
Au 1er janvier 2024, Locoal-Mendon est catégorisée commune rurale à habitat dispersé, selon la nouvelle grille communale de densité à sept niveaux définie par l'Insee en 2022.
Elle est située hors unité urbaine et hors attraction des villes,.
La commune, bordée par l'océan Atlantique, est également une commune littorale au sens de la loi du 3 janvier 1986, dite loi littoral. Des dispositions spécifiques d’urbanisme s’y appliquent dès lors afin de préserver les espaces naturels, les sites, les paysages et l’équilibre écologique du littoral, tel le principe d'inconstructibilité, en dehors des espaces urbanisés, sur la bande littorale des 100 mètres, ou plus si le plan local d’urbanisme le prévoit.

### Occupation des sols

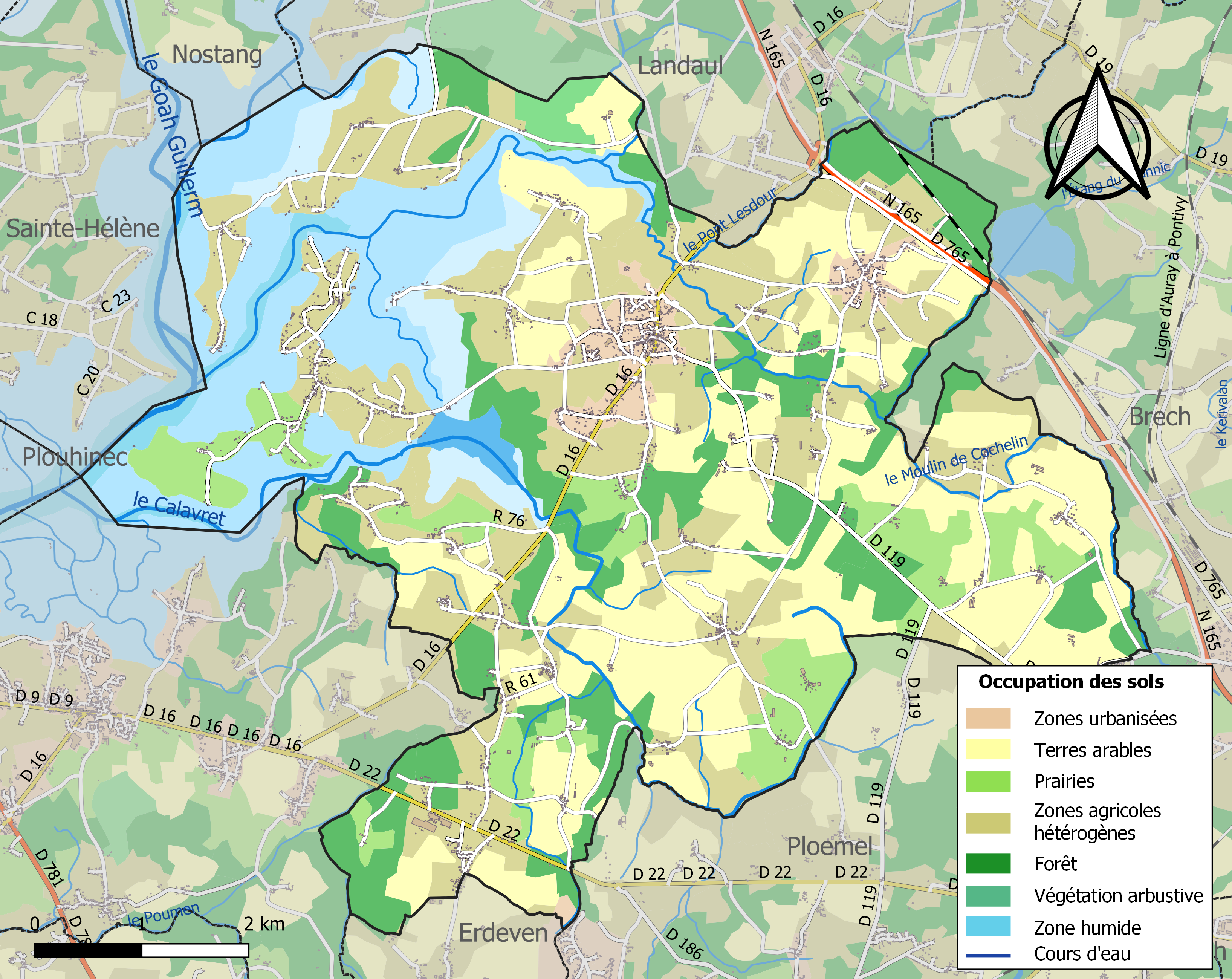
Carte des infrastructures et de l'occupation des sols de la commune en 2018 (CLC).

Le tableau ci-dessous présente l'occupation des sols de la commune en 2018, telle qu'elle ressort de la base de données européenne d’occupation biophysique des sols Corine Land Cover (CLC).
| Type d’occupation                                                                   | Pourcentage | Superficie (en hectares) |
| ----------------------------------------------------------------------------------- | ----------- | ------------------------ |
| Tissu urbain discontinu                                                             | 3,5 %       | 132                      |
| Équipements sportifs et de loisirs                                                  | 0,07 %      | 3                        |
| Terres arables hors périmètres d'irrigation                                         | 29,8 %      | 1322                     |
| Prairies et autres surfaces toujours en herbe                                       | 10,5 %      | 396                      |
| Systèmes culturaux et parcellaires complexes                                        | 28,3 %      | 1067                     |
| Surfaces essentiellement agricoles interrompues par des espaces naturels importants | 5,1 %       | 192                      |
| Forêts de feuillus                                                                  | 4,3 %       | 161                      |
| Forêts de conifères                                                                 | 3,5 %       | 132                      |
| Forêts mélangées                                                                    | 10,4 %      | 390                      |
| Forêt et végétation arbustive en mutation                                           | 0,9 %       | 34                       |
| Marais maritimes                                                                    | 1,5 %       | 55                       |
| Zones intertidales                                                                  | 1,3 %       | 50                       |
| Plans d'eau                                                                         | 0,8 %       | 32                       |
| Estuaires                                                                           | 0,03 %      | 1                        |
| Source : Corine Land Cover                                                          |             |                          |

## Toponymie
Le nom de la localité est mentionné sous les formes Locus Sancti Guitali en 1037 ; Sanctus Gudualus en 1387.
Du breton lok qui signifie « ermitage » et de saint Goal, Gudwal (en), Gwal, Gurval, Gutual ou encore Gault, un ermite breton qui aurait vécu une partie de sa vie dans la lagune d'Étel, puis dans la forêt de Camors.
Mendon vient des mots breton men qui signifie « pierre » et don qui signifie « profond ». Selon N-Y Tonnerre, Mendon est un toponyme gaulois formé par le suffixe -dunum et ayant subi une évolution romane.
Saint Goal ou Gudwal ou Gurval, né en Grande-Bretagne, aurait passé presque toute sa vie en Bretagne armoricaine où il aurait fondé le monastère de Locoal.
Des hameaux comme Moustoir, Minihi, Locqueltas et Lapaul gardent dans leurs noms le souvenir d'anciens petits monastères ou ermitages.

## Histoire

### Préhistoire
Félix Gaillard décrit en 1892 les deux dolmens de Mané-er-Loh.

### Moyen Âge
Locoal serait issu d'un démembrement de la paroisse de Plouhinec et Mendon d'un démembrement de celle de Ploemel.
Selon Amédée Guillotin de Corson, saint Goal, qui aurait été le successeur de saint Malo comme évêque d'Aleth, avant de se démettre de cette charge pour vivre un temps en ermite dans des bois aux alentours de la ville actuelle de Guer, se serait réfugié ensuite dans une île de la lagune d'Étel qui prit le nom de "Loc-Goual" ("ermitage de Goal"). Après avoir créé en ce lieu un monastère qui aurait compté 188 religieux, il se serait retiré dans la forêt de Camors où il aurait fondé un nouveau couvent appelé "Locoal-des-Bois", où il serait mort le 6 juin 628. Son corps aurait été transporté et inhumé dans l'île de Locoal (son tombeau fut retrouvé en 1878 dans l'église paroissiale de Locoal par le recteur de Locoal), avant d'être transporté (en passant par Pithiviers où ils auraient laissé un os du saint, devenu le saint patron de l'église d'Yèvre-le-Châtel sous le nom de saint Gaud ou saint Gault) en Belgique dans l'église de l'abbaye Saint-Pierre-au-Mont-Blandin (près de Gand) par des moines bretons lorsque les moines de Locoal furent chassés par les Normands. Lors des raids vikings, ses reliques auraient été transportées en Flandre avec celles d'autres saints bretons.
Après sa destruction par les Vikings, le monastère de Locoal fut restauré par le vikings converti Gurki et donné à l'abbaye Saint-Sauveur de Redon en 1037. Les chartes du cartulaire de Redon citent le monastère de Locoal et ses dépendances. Ce prieuré disposait du droit de basse, moyenne et haute justice, ses fourches patibulaires se trouvaient sur la colline de Manez-Haelou, à la limite des paroisses de Locoal et de Mendon. Ils prélevaient la dîme à la onzième gerbe.
Jean-Baptiste Ogée écrit qu'en 1440 la paroisse de Mendon comptait comme maisons nobles « le Moustoir-Mendon, à  Jean Calvez ; Coethelin, au Doyen du Champ ; Ker-riou, à  Jean de Kermadiou ; Menihy, à Olivier Le Venoy ; Ker-louret, à Louis Redoret ».

### Les Templiers et les Hospitaliers
Locoal aurait abrité un établissement des Templiers, lesquels auraient été remplacés après la suppression de leur Ordre par les Hospitaliers de l'ordre de Saint-Jean de Jérusalem. La croix pattée gravée sur la stèle de Prostlon est probablement une croix de Malte.
Joseph Mahé écrit en 1825 qu'on voit encore dans l'île de Locoal les ruines d'un couvent qui, selon la tradition du pays, était occupé par les Templiers.

### Temps modernes
Depuis au moins le XVe siècle, mais probablement bien avant, les recteurs de Mendon étaient doyens et percevaient les revenus du doyenné de Pontbelz (anciennement Pou-Belz.), dont le siège se trouvait dans l'île de Riec'h (qui dépend de la commune de Belz) jusqu'au XIVe siècle avant d'être transféré au bourg de Mendon. Ce doyenné comprenait 18 paroisses ou vicariat perpétuels.
La paroisse de Locoal s'était divisée en au moins 4 frairies : celles de l'île de Saint-Goal, du Plec, du Minihy (qui dépendaient de la sénéchaussée d'Auray) et celle de Sainte-Hélène (dite aussi d'Hennebont, car elle dépendait de la sénéchaussée d'Hennebont).
Pendant les Guerres de la Ligue, les Espagnols auraient occupé la presqu'île de Pleuc : quelques traces de leur passage, notamment des restes de fortification sur la plage et un champ, dénommé Liorh-er-Spagnol où 5 soldats espagnols auraient été enterrés.
En 1759 une ordonnance du roi Louis XV impose à la paroisse de Locoal-Hennebond [Locoal-Mendon] de fournir 5 hommes et de payer 32 livres pour la défense de la côte et pourvoir aux besoins des garde-côtes.
Jean-Baptiste Ogée décrit ainsi la paroisse de Locoal en 1778 : « Locohal-Aurai ; sur la rivière d'Étel ; à 7 lieues à l'ouest de Vannes, son évêché ; à 25 lieues trois-quarts de Rennes et à 3 lieues un quart d'Aurai, sa subdélégation et son ressort. Cette paroisse relève du Roi et compte 900 communiants ; la cure est à l'Ordinaire. Son territoire est coupé d'une infinité de ruisseaux, et est excellent pour le froment. Le passage de Saint-Cado, sur la rivière d'Étel, est auprès de la chapelle dédiée à ce saint et du bourg de Locohal-Aurai. En 1400 on y connoissait la maison noble de Ker-endoret. »
Le même auteur décrit ainsi la paroisse de Mendon à la même date : « Mendon : à 6 lieues un huitième à l'ouest de Vannes, son évêché ; à 25 lieues de Rennes, et à deux lieues et demie d'Aurai, sa subdélégation et le ressort de la haute justice de la Baronnie de Lanvaux. Cette paroisse relève du Roi et compte 1 800 communiants ; la cure est à l'Ordinaire. Le territoire est arrosé des eaux des rivières d'Ellé et du Teil ; il est fertile en grains, surtout en froment, et très bien cultivé. »

### Révolution française
En 1790, Mendon fut érigé en commune et fut même chef-lieu d'un canton du district d'Auray, titre que Mendon perdit en 1800 lors d'un remaniement de la carte administrative au profit de Belz. Locoal est aussi érigé en commune en 1790, mais perd le quartier de Sainte-Hélène, territoire de la rive droite de la rivière d'Étel, qui se détache et devient une commune indépendante. Depuis, la paroisse de Locoal ne comprend plus que l'île de Locoal et la presqu'île du Plec.
Le recteur de Locoal, Allano, refusa de prêter le serment de fidélité à la Constitution civile du clergé en 1791 ; il prit un passeport pour l'Espagne, mais resta caché dans le pays. Celui de Mendon, Mathurin-Philibert Amet, fut aussi insermenté et disparut ; Pierre Le Bodo, qui était aussi prêtre à Mendon, le remplaça pendant la tourmente révolutionnaire.
En 1795, à la suite du débarquement de Quiberon, une armée chouanne forte en tout d'au moins 12 000 hommes, commandée par le comte de Puisaye prit Auray ; une colonne dirigée par Tinténiac occupa Landévant et une autre, forte de 3 000 hommes, placée sous les ordres du comte de Vauban, stationna à Locoal-Mendon, avant d'être attaquée le 30 juin 1795 par les troupes républicaines commandées par le général Hoche.
Georges Cadoudal disposait en 1796 d'une cache près de la pointe de La Forest dans l'"Île du Bonheur" (surnom alors donné à l'île de Locoal). « Sur un talus, de grandes pierres de taille en marquent l'entrée. À l'intérieur, subsiste un petit espace dans lequel on imagine des chouans tapis, préparant une embuscade. On comprend aussi comment cette cache était indétectable » et les marais, presqu'îles et îles permettaient de fuir aisément le cas échéant. C'était le poste de commandement de son quartier général ; « les terres environnantes contenaient des cachettes voûtées pratiquées bien antérieurement par des contrebandiers dans l'épaisseur de larges talus » et des bateaux étaient toujours prêts pour assurer si besoin sa retraite vers Sainte-Hélène, Plouhinec, Belz ou Nostang.

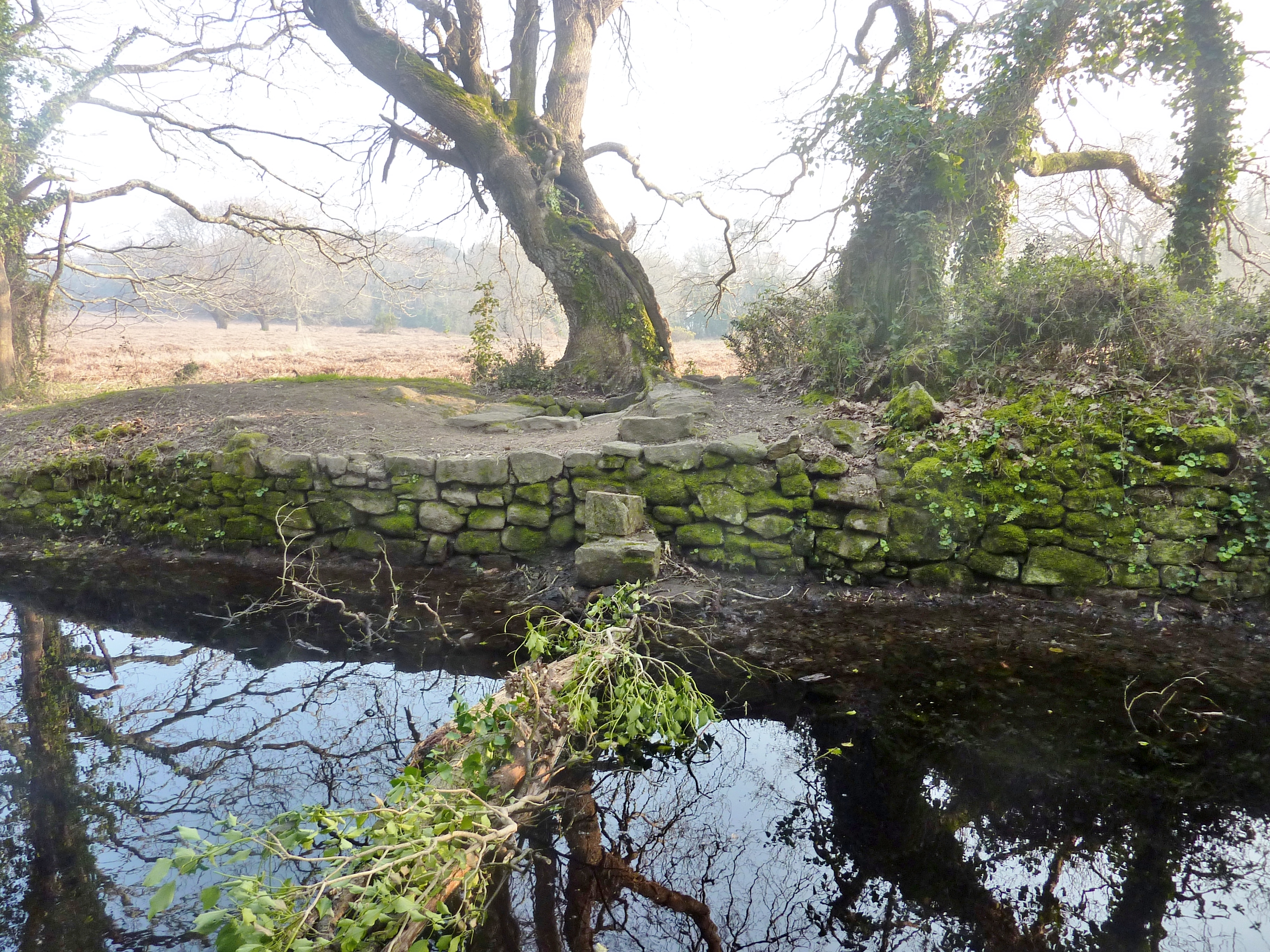
La cache de Cadoudal sur un talus.
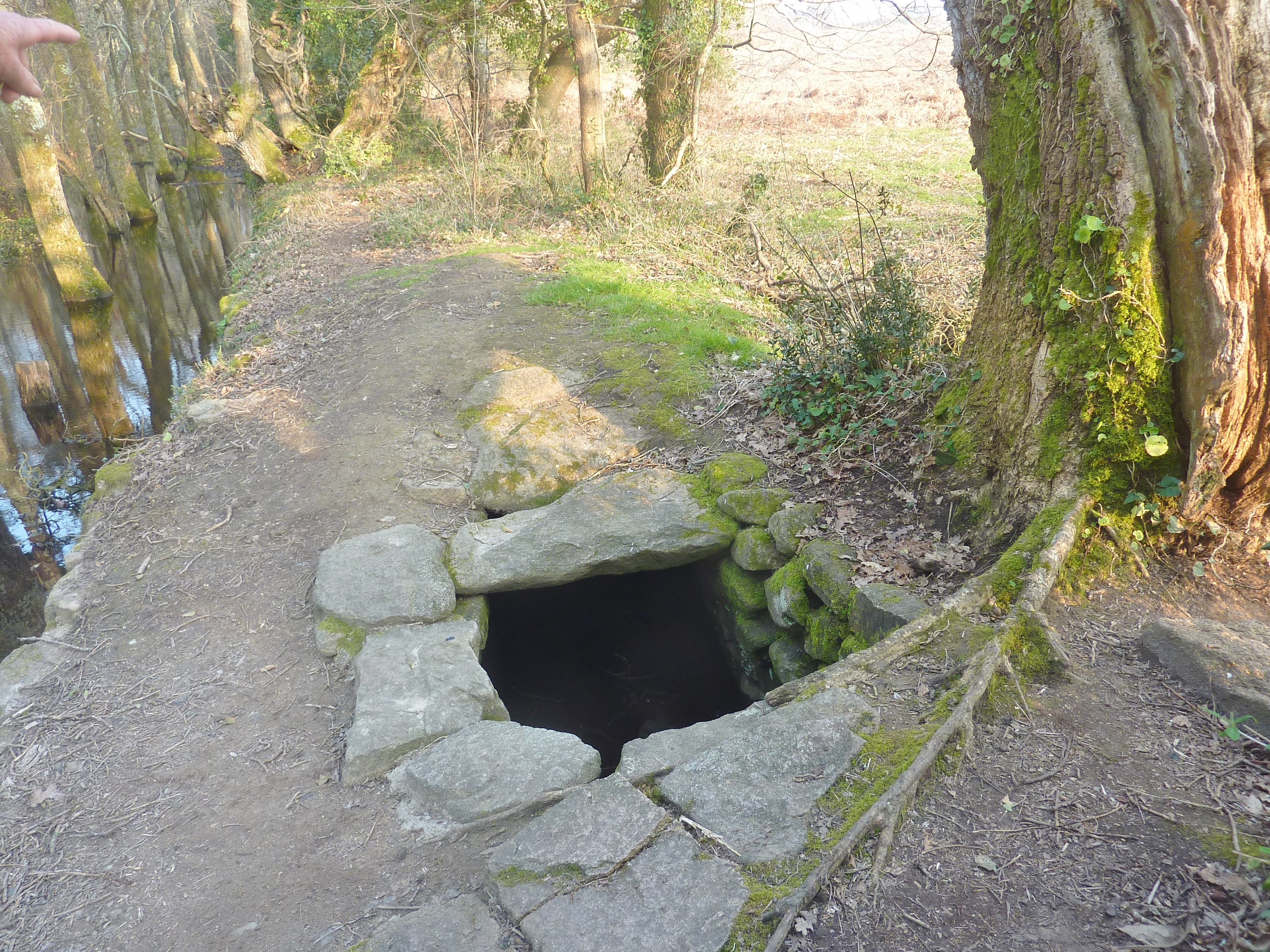
La cache de Cadoudal près de la pointe de La Forest.

Dans Souvenirs de Vendée, le vicomte Walsh décrit ainsi Locoal : « Locoal est une presqu'île située sur la rivière d'Étel (...). Ce lieu sauvage, tout entrecoupé de bras de mer, est d'une facile défense, et jusqu'à ce jour les horreurs révolutionnaires n'ont point fait gémir sa population ; dans le pays c'était comme un lieu d'asile, une terre sainte et privilégiée sur laquelle ne tombait ni la foudre du ciel, ni celle des hommes ». Il décrit aussi une messe de Noël célébrée à Locoal en présence de Georges Cadoudal et de son état-major : « Parmi les paysans, et prosternés comme eux, on voyait Scépeaux, Dandigné, du Boisguy, de Chalus, Lemercier, Hubert et une multitude de braves. (...) Mais si tous les patauds et les bleus avaient osé venir troubler la solennité, tous ces chrétiens auraient subitement laissé là les hymnes de l'église pour faire retentir à nouveau leur cri de guerre accoutumé : "En avant ! En avant ! Pour Dieu et pour le Roi !" »
Maurice Montégut a décrit dans son roman Les épées de fer, publié en 1903 dans le journal Le Temps les raisons pour lesquelles Locoal est devenu et a pu rester un centre de chouannerie pendant longtemps : « Du côté de Locoal les troupes républicaines ne s'aventuraient jamais, ayant tout à y perdre et rien à y gagner. (...) C'était pays pourri. Il ne méritait même pas la répression ; le jeu n'en valait pas la chandelle ; on laissait les hameaux disséminés entre Auray et la mer s'encrasser à leur guise, ne leur demandant que le silence et l'immobilité. À ce prix, ils pouvaient garder leur bon dieu, leurs curés et crier : « Vive le Roi ! » la porte close. Cela ne faisait de mal à personne ; pour les réduire on eût usé des bataillons (...) ».
Le même auteur a décrit l'arrivée et l'action des troupes républicaines lors de leur arrivée quelque temps plus tard à Locoal. Il écrit notamment : « Je vous signale [...] le hameau de Locoal comme un centre de révolte et d'insurrection persistante. Les hommes ont gardé leurs armes, leurs munitions. Ils courent les campagnes et massacrent les républicains isolés. (...) Locoal est un centre de rébellion, un repaire de brigandage, un refuge de superstitions et d'aristocratie. Il faut nettoyer cette caverne, enfumer ces loups ! ».

### LeXIXesiècle

#### La fusion imposée de Locoal et de Mendon
C'est en 1804 que Napoléon Bonaparte décide la suppression de la commune de Locoal (effective en 1806), rattachée à celle de Mendon. Il aurait pris cette décision pour punir Locoal d'avoir caché et soutenu Georges Cadoudal et les Chouans, en tentant de faire oublier le nom de Locoal en fusionnant cette commune avec celle de Mendon. Mais il n'avait pas pris en compte un élément essentiel dans le cas d'un regroupement de communes : l'ordre alphabétique prévaut et la commune fusionnée fut donc dénommée Locoal-Mendon.
Fusionnées de force, les deux localités s'ignorèrent longtemps : les habitants de Mendon, en majorité favorables à la République, fréquentaient ceux de Landaul et de Ploemel, ceux de Locoal, de tradition royaliste, côtoyaient ceux de Sainte-Hélène. Il a fallu attendre l'après Seconde Guerre mondiale pour que ces frictions s'atténuent : par exemple le nom choisi en 1969 pour le bagad alors créé, Ronsed-Mor symbolise l'union entre le cheval (donc les paysans de Mendon) et la mer (les marins de Locoal).

#### Locoal-Mendon sous la Restauration et la monarchie de Juillet
La Restauration récompensa ses loyaux partisans, notamment par l'attribution de pensions ou de secours aux anciens militaires de l'Armée royale de l'Ouest parmi lesquels se trouvaient des hommes de Locoal-Mendon (par exemple Jean-Marie Cougoulat), chouan dans la division Cadoudal) que la duchesse d'Angoulême, fille de Louis XVI en 1823, et la duchesse de Berry en 1828 vinrent visiter. La tradition d'insoumission aux autorités perdure, comme l'illustre pendant la monarchie de Juillet l'attaque de deux gendarmes à cheval qui conduisaient à Vannes un réfractaire de Locoal-Mendon le 1er juillet 1837 par une bonne vingtaine d'individus armés.
A. Marteville et P. Varin, continuateurs d'Ogée, décrivent ainsi Locoal-Mendon en 1843 : « Locoal-Mendon (sous l'invocation de saint Pierre): commune formée par la réunion de deux anciennes paroisses Locoal-Auray et Mendon, mais composée toujours pour le culte de deux succursales ; brigade temporaire de gendarmerie. (...) Principaux villages : Kerpunce, Kerblaye, Le Plac, Ocoal, Laforest, Penhouet, Saint-Jean, Penpont, Kerdro, Lapanl, les Dours, le Cosquer, Kergagnec, Kerrio, Leslé, Kervihan, Kerohan, le Moustoir, Kerjacob, Calavret, Locqueltas, Meneques, Kerhuel. Superficie totale 3 944 hectares dont (...) terres labourables 1 472 ha, prés et pâturages 266 ha, bois 69 ha, vergers et jardins 50 ha, landes et incultes 1 980 ha, étangs 5 ha (...). Moulins du Boscan, Vieux, du Minihy, à vent. La commune de Locoal-Mendon est entourée presque de tous côtés par des marais que la rivière d'Intel [Étel] met en communication avec l'Océan ; c'est un pays peu salubre, malgré le voisinage de la mer. Une vieille route qui allait de Lorient à Vannes traverse cette commune. Géologie : constitution granitique. On parle le breton. »
L'école-mairie du bourg de Locoal-Mendon est édifiée en 1844, sur les plans de l'architecte Lussault, par un entrepreneur d'Hennebont, Jean-François Lévrard.

#### Locoal-Mendon pendant la deuxième moitié duXIXesiècle
En 1873 le journaliste Alfred d'Aunay décrit l'étang (ou lac) de Saint-Jean et les activités piscicoles et ostréicoles qu'on y développe alors : « Au sortir du bourg de Locoal-Mendon, on descend, par une pente assez raide dans (...) la rivière d'Étel. Une chaussée traverse le premier relai de mer. (...) À peu de distance, au bord du lac, s'élève une petite chapelle, qui n'est autre que l'église des Hospitaliers de l'ordre de Saint-Jean de Jérusalem. (...) La chaussée des Templiers a servi de point d'appui à un jeu d'écluses. La chapelle des Templiers est presque l'enseigne d'une vaste pêcherie. Coupant le relai [bras] de mer de façon à en faire un lac immense, des digues retiennent au milieu des terres quelques millions de m³ d'eau salée dans laquelle vivent les anguilles (...) et dans laquelle vont aussi s'engraisser des huîtres (...). Le flot envahit chaque jour l'immense lac de Saint-Jean et y amène d'innombrables poissons que retiennent les digues et les écluses. (...) C'est cet ensemble de créations, pêcheries de poissons et culture d'huîtres, qui compose l'établissement de Locoal-Mendon. »
Une épidémie de dysenterie fit 55 malades (dont 14 moururent) à Locoal-Mendon en 1876. Le docteur Alfred Fouquet explique la propagation de la maladie par les conditions de vie déplorables des habitants de la région qui « ne prennent absolument aucun soin, soit de leur propreté, soit de celle de leurs maisons. Ils jettent les selles des malades devant leur porte et parfois les vident dans la maison même, au milieu des cochons et des poulets, au milieu desquels ils grouillent. (...) Ils se refusent d'ailleurs à prendre aucun médicament ».

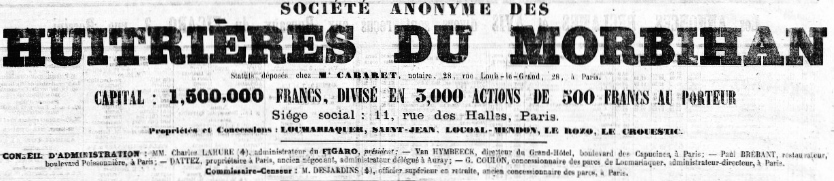
Titre de la publicité parue en 1873 dans le journal Le Figaro lors de la création de la Société anonyme des huîtrières du Morbihan.

La Société des huîtrières du Morbihan, créée en 1873, fut déclarée en faillite le 24 janvier 1879 ; plusieurs de ses responsables furent condamnés par la justice en 1882.
Le 11 août 1887, le maire, ainsi que l'adjoint spécial de la section de Locoal, furent suspendus de leurs fonctions par le préfet du Morbihan pour avoir fait inhumer à trois heures du matin, dans un coin du cimetière dit « coin des réprouvés », et malgré l'opposition de la famille, le corps d'un habitant décédé sans avoir demandé les secours de la religion et refusé sa réinhumation conformément aux prescriptions légales malgré la demande du préfet
Le 25 septembre 1888 l'abbé Jérôme Kersaho, recteur de Locoal, âgé de 90 ans, fêta son jubilé pastoral : prêtre depuis 64 ans, il était à cette date à la tête de la paroisse de Locoal depuis 50 ans.

### LeXXesiècle

#### La Belle Époque

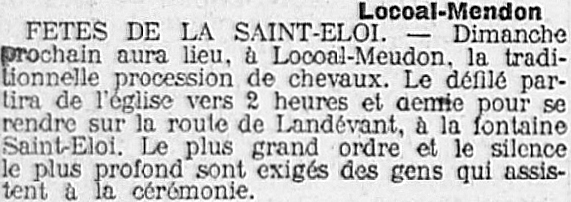
Entrefilet du journal L'Ouest-Éclair du 31 juillet 1910 annonçant le pardon de la Saint-Éloi à Locoal-Mendon.

En 1903 l'école congréganiste de filles de Locoal-Mendon fut laïcisée en vertu de la Loi sur les Associations de 1901, en raison du mauvais état de l'école existante. En 1912, les enfants de la presqu'île du Plec fréquentant l'école de Locoal obtinrent la gratuité au bac du passage du Plec.
La lutte entre cléricaux et anticléricaux à Locoal-Mendon est évoquée par le journal La Calotte qui raconte que vers 1910 l'instituteur laïque de la commune fit un procès (qu'il gagna) à quelques personnes dévotes qui auraient tendu des draps un jour de Fête-Dieu sous ses fenêtres en dépit de ses protestations. Une école mixte fut construite à Locoal en 1912
Un décret du Président de la République en date du 14 juin 1911 attribue, à défaut de bureau de bienfaisance, les biens ayant appartenu à la fabrique de Locoal-Mendon et actuellement placés sous séquestre à la commune de Locoal-Mendon.

#### La Première Guerre mondiale
Le monument aux morts de Locoal-Mendon porte les noms de 106 soldats et marins morts pour la France pendant la Première Guerre mondiale ; parmi eux 5 sont décédés en Belgique et 6 sont morts dans les Balkans (2 en Serbie, 2 dans l'actuelle Macédoine du Nord, 1 en Turquie et 1 en Albanie) ; les autres sont morts sur le sol français. Ce monument aux morts fut inauguré le 8 octobre 1922 par Alphonse Rio, sous-secrétaire d'État à la Marine marchande

#### L'entre-deux-guerres
En 1926 les trois écoles laïques de Locoal-Mendon (une de garçons et deux de filles) accueillaient seulement en tout 8 élèves encadrés par un instituteur et deux institutrices car la plupart des élèves fréquentaient les écoles privées religieuses.
Une chapelle dédiée à saint Pol de Léon, puis à la Trinité, se trouvait dans le hameau de Lapaul ; elle a été démolie en 1936.

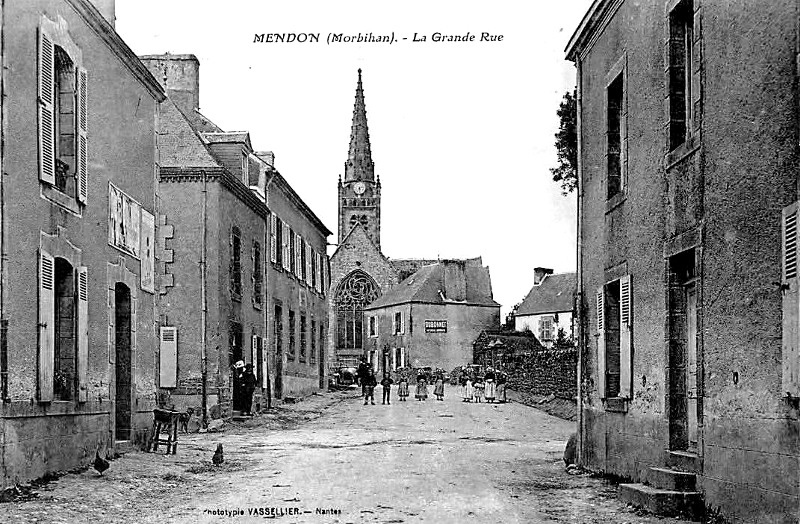
Le bourg de Mendon vers 1920 (carte postale).
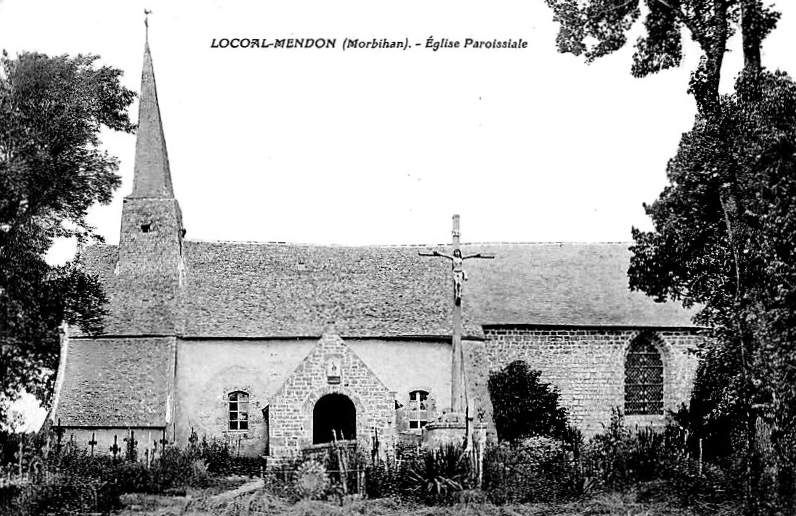
L'église paroissiale de Locoal vers 1920 (carte postale).

#### La Seconde Guerre mondiale
En février 1941 le conseil municipal de Locoal-Mendon, à l'unanimité de ses membres, vota une adresse de confiance au maréchal Pétain, lui exprimant notamment sa « pleine et entière confiance et lui exprime sa fierté de servir sous la direction d'un tel chef ». De nombreuses municipalités de France firent de même à l'époque.
Le 5 août 1944, 10 planeurs en provenance d'Angleterre, atterrissaient sur la commune. Ils transportaient 10 jeeps et 30 parachutistes français du Special Air Service, c'était l'élément motorisé du 2e régiment de chasseurs parachutistes du commandant Pierre Bourgoin. Ces jeeps participèrent à la libération du Morbihan. Un pilote de planeur anglais se tua à l'atterrissage,,.
Le monument aux morts de Locoal-Mendon porte les noms de 12 personnes mortes pour la France pendant la Seconde Guerre mondiale. Deux résistants originaires de Locoal-Mendon ont été tués lors des combats de Saint-Marcel : Émilien Le Grel et Vincent Sénéchal.
L’un était originaire de Locoal, l’autre de Mendon.

## Politique et administration

### Politique de développement durable
La commune a engagé une politique de développement durable en lançant une démarche d'Agenda 21 en 2010.

## Démographie
L'évolution du nombre d'habitants est connue à travers les recensements de la population effectués dans la commune depuis 1793. Pour les communes de moins de 10 000 habitants, une enquête de recensement portant sur toute la population est réalisée tous les cinq ans, les populations de référence des années intermédiaires étant quant à elles estimées par interpolation ou extrapolation. Pour la commune, le premier recensement exhaustif entrant dans le cadre du nouveau dispositif a été réalisé en 2006.

En 2022, la commune comptait 3 529 habitants, en évolution de +3,55 % par rapport à 2016 (Morbihan : +3,82 %, France hors Mayotte : +2,11 %).
| 1793  | 1800  | 1806  | 1821  | 1831  | 1836  | 1841  | 1846  | 1851  |
| ----- | ----- | ----- | ----- | ----- | ----- | ----- | ----- | ----- |
| 1 544 | 1 372 | 1 476 | 2 175 | 2 108 | 1 882 | 1 846 | 1 814 | 2 070 |

| 1856  | 1861  | 1866  | 1872  | 1876  | 1881  | 1886  | 1891  | 1896  |
| ----- | ----- | ----- | ----- | ----- | ----- | ----- | ----- | ----- |
| 2 037 | 2 041 | 2 085 | 2 000 | 2 081 | 2 175 | 2 185 | 2 211 | 2 159 |

| 1901  | 1906  | 1911  | 1921  | 1926  | 1931  | 1936  | 1946  | 1954  |
| ----- | ----- | ----- | ----- | ----- | ----- | ----- | ----- | ----- |
| 2 178 | 2 243 | 2 357 | 2 193 | 2 165 | 2 143 | 2 159 | 2 047 | 1 853 |

| 1962  | 1968  | 1975  | 1982  | 1990  | 1999  | 2006  | 2011  | 2016  |
| ----- | ----- | ----- | ----- | ----- | ----- | ----- | ----- | ----- |
| 1 782 | 1 750 | 1 665 | 1 881 | 2 080 | 2 182 | 2 895 | 3 167 | 3 408 |

| 2021  | 2022  | - | - | - | - | - | - | - |
| ----- | ----- | - | - | - | - | - | - | - |
| 3 507 | 3 529 | - | - | - | - | - | - | - |

## Économie
- Kerlys  (filiale du groupe Les Mousquetaires, conserves de légumes, 170 salariés en 2024).

## Culture locale et patrimoine

### Lieux et monuments
- Église Saint-Pierre de Mendon (XVe – XIXe siècle), inscrite Monument historique en 1925[97].

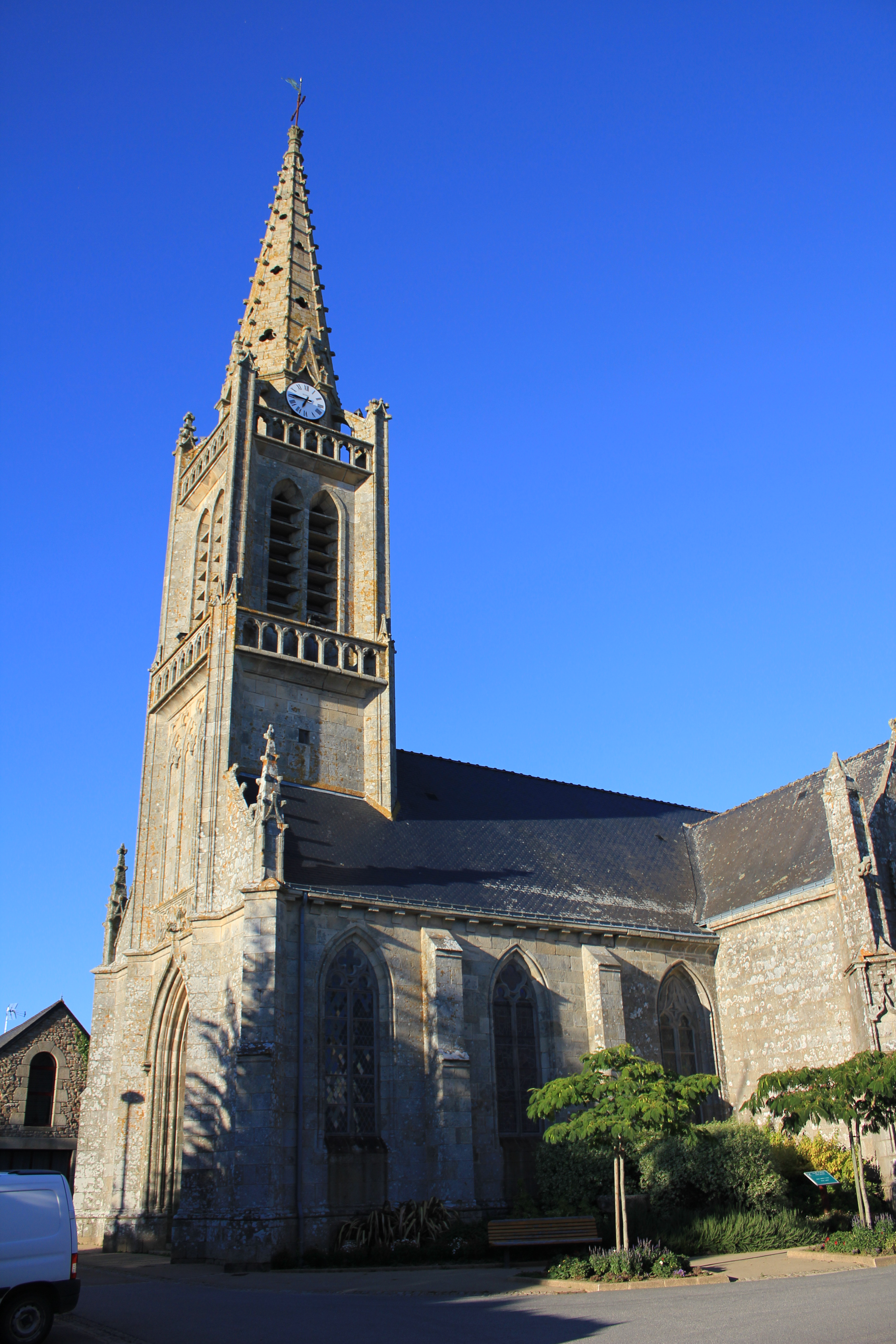
Église paroissiale Saint-Pierre : vue extérieure.
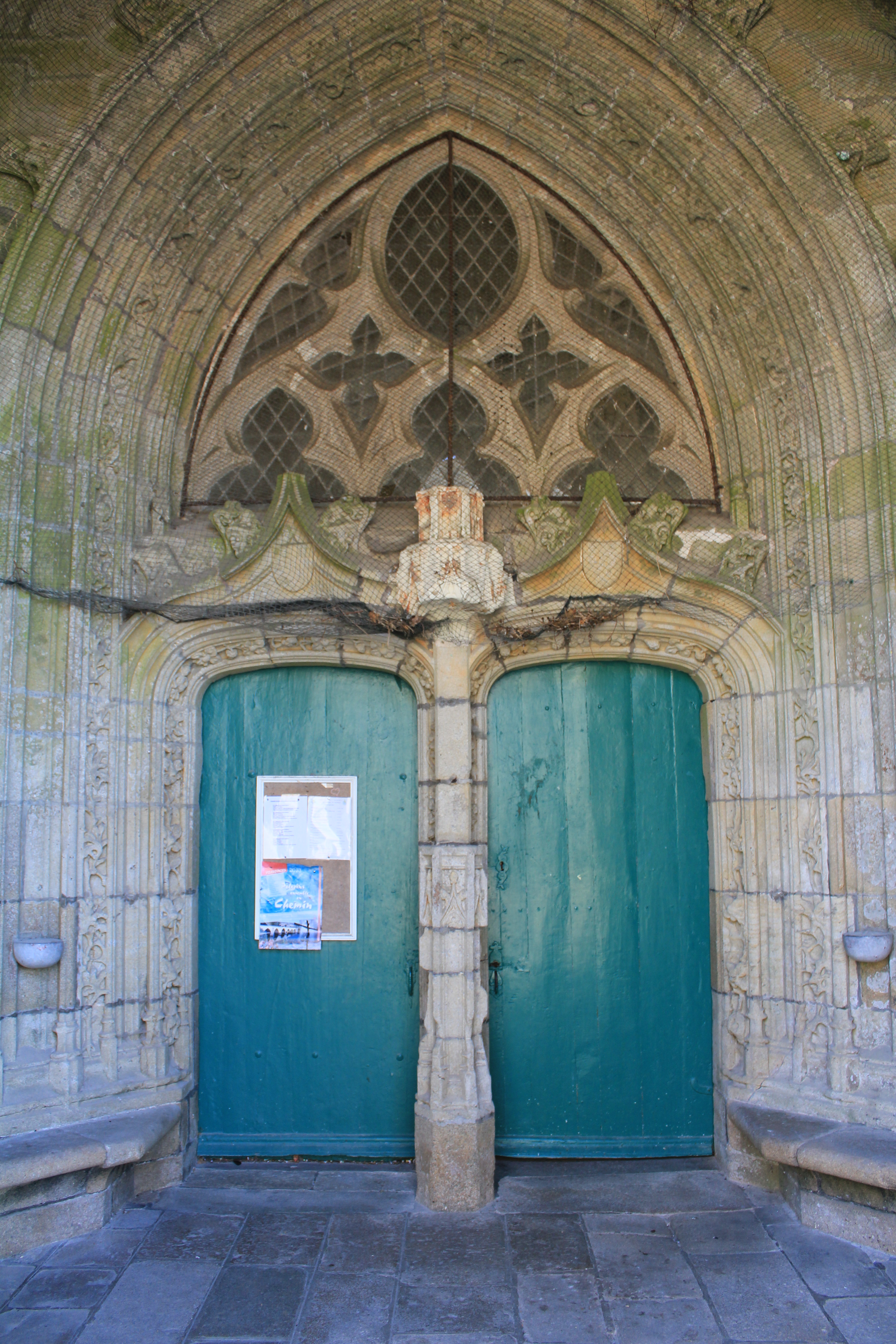
Église paroissiale Saint-Pierre : portail d'entrée.
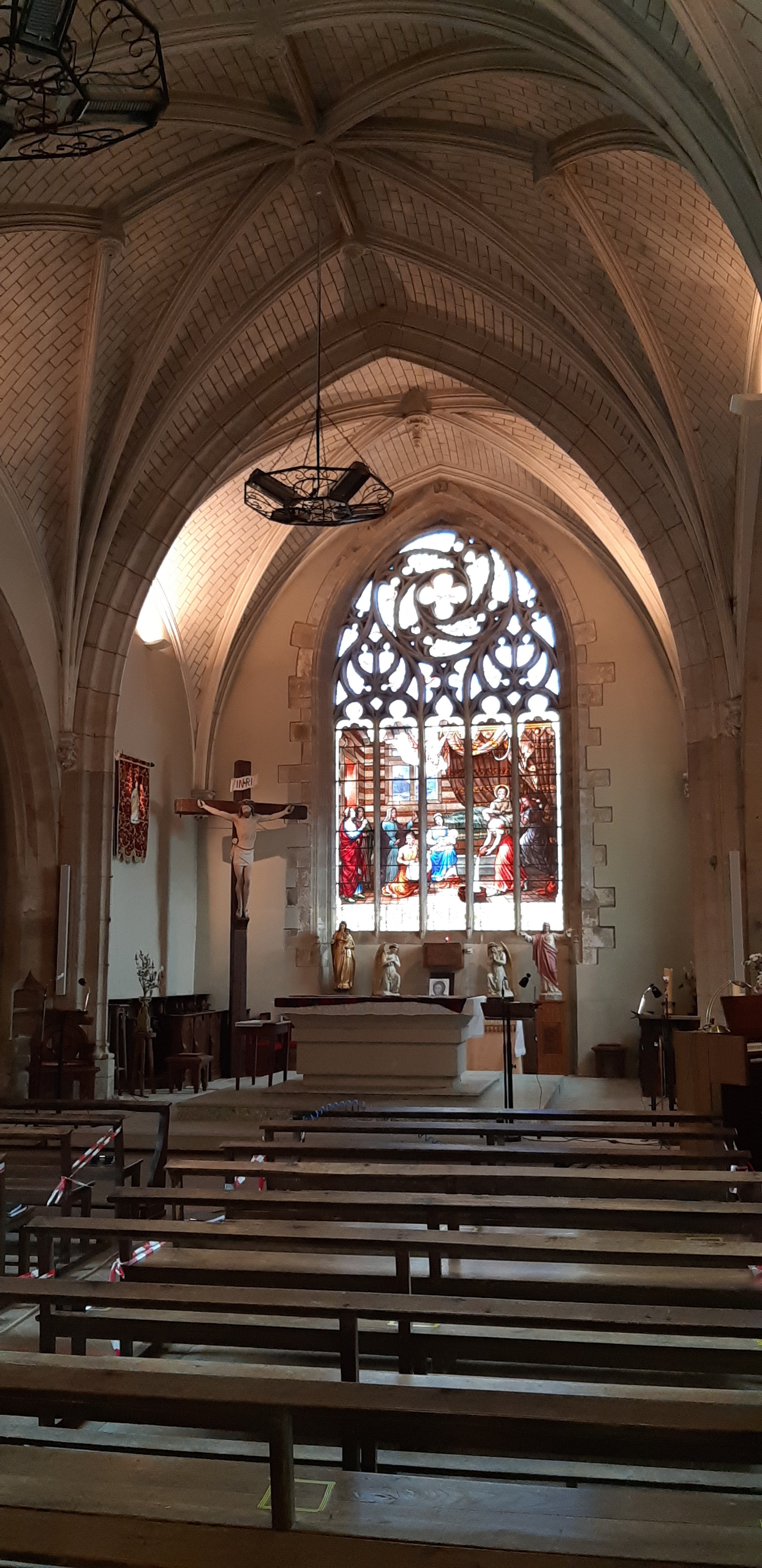
Nef de l'église paroissiale Saint-Pierre de Mendon.
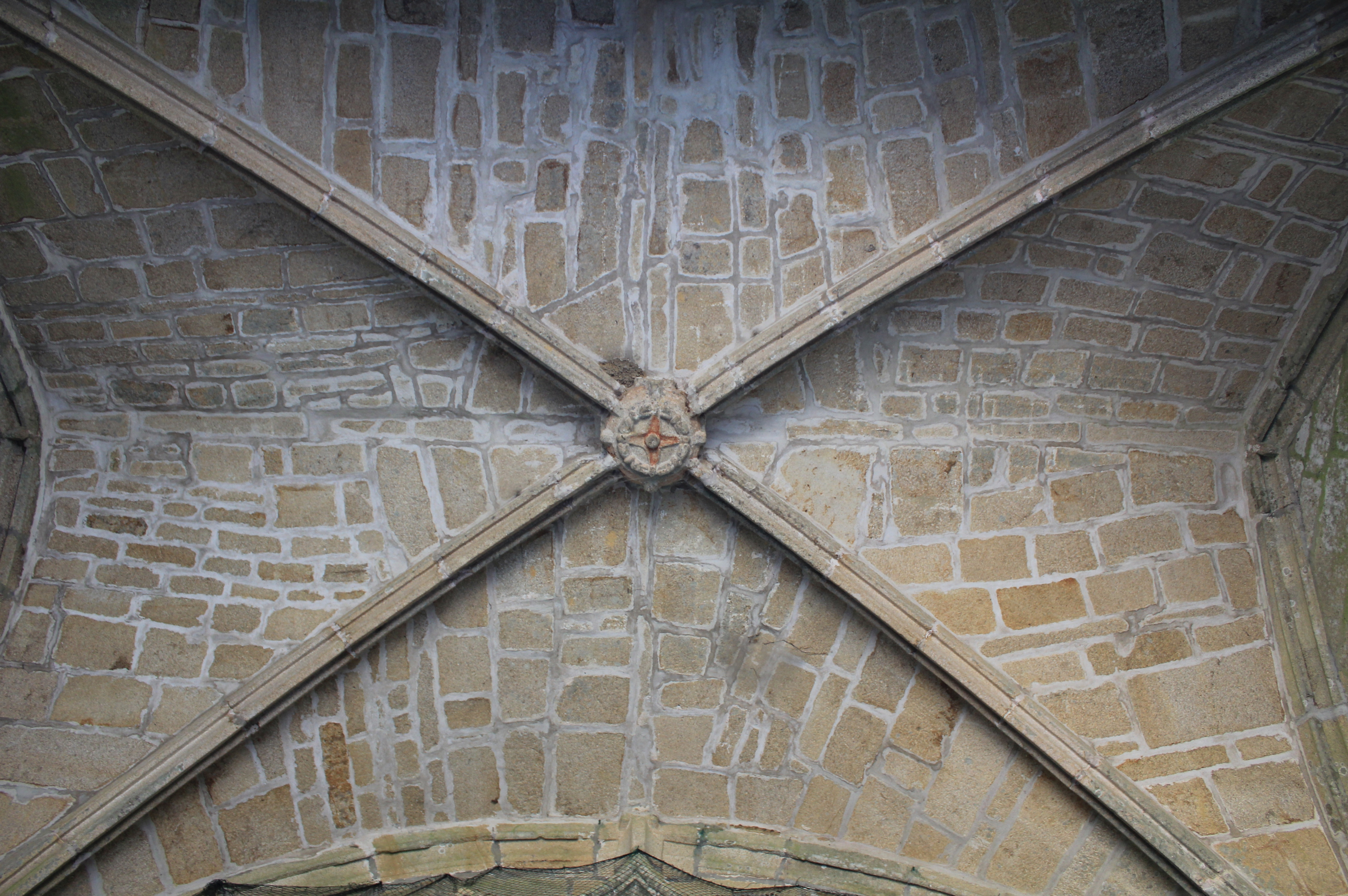
Église paroissiale Saint-Pierre : clef de voûte.

- Église Saint-Goal de Locoal (XIe ou XIIe siècle, XXe siècle)[98], dédiée à saint Goal[30], un ermite breton du VIIe siècle qui aurait vécu dans une petite île de la rivière d'Étel avant de se retirer à Camors. Une chapelle prieurale est construite à l'époque romane par les bénédictins de l'abbaye Saint-Sauveur de Redon. De cet édifice subsistent les arcades brisées retombant sur des piles carrées à simple tailloir, murées dans les murs de la nef, une petite fenêtre à l'ouest et un contrefort au nord, au niveau du chœur. En 1572, pendant les guerres de Religion, les Espagnols cantonnés à Port-Louis incendient le prieuré. L'église est restaurée en 1614 et prolongée à l'est. À la suite d'un incendie en 1765, les bas-côtés sont supprimés et les arcades murées. L'arcade du porche sud, peut-être édifié au XVIIIe siècle, est surélevée en 1908[99].

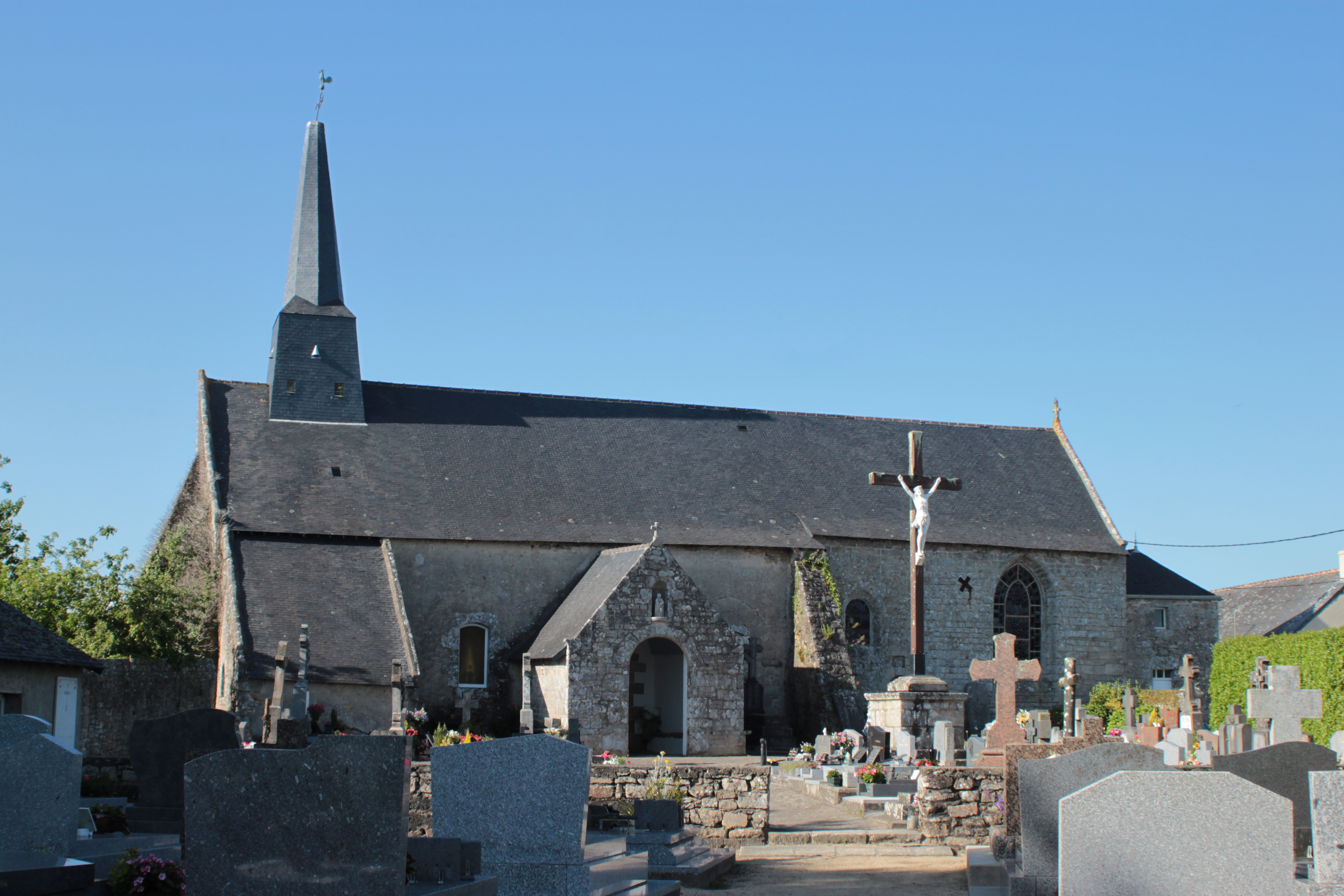
L'église paroissiale Saint-Goal à Locoal.
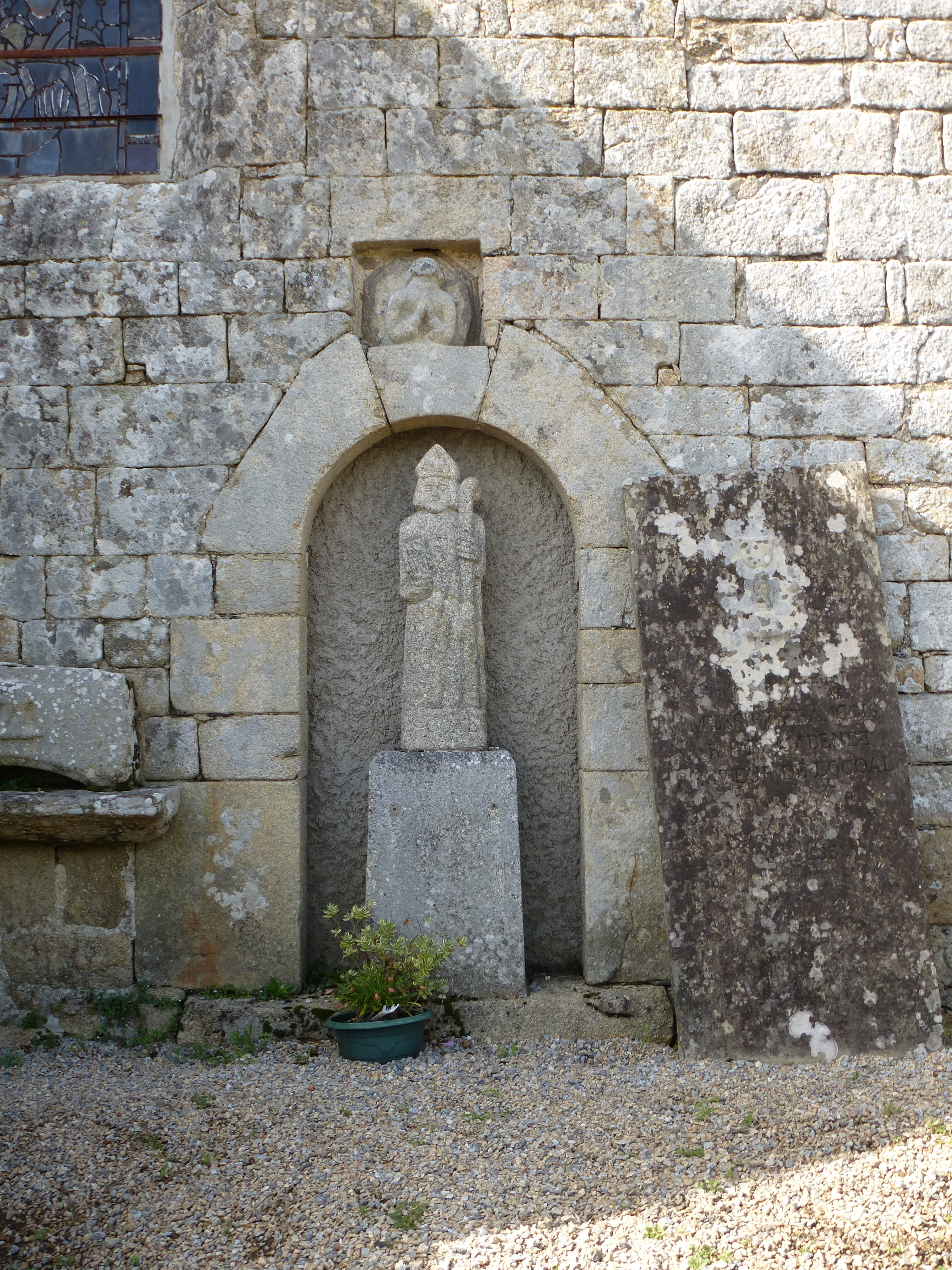
Statue dans le mur de l'église de Locoal.
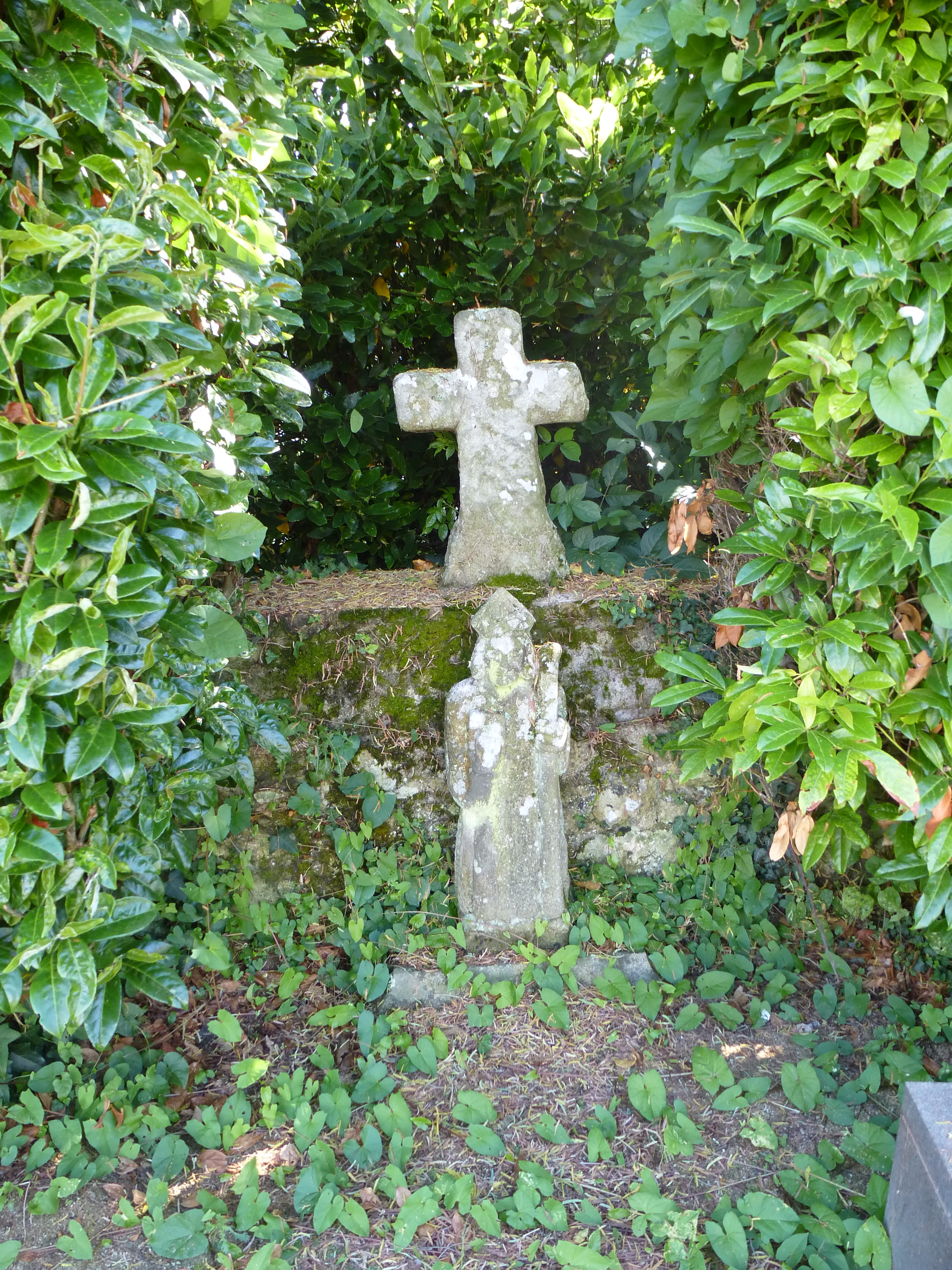
Croix ancienne dans le cimetière de Locoal.

- Le cimetière de Locoal contient la pierre tombale de Jean-Marie Hermely, ex-lieutenant du roi, chef des courriers dans l’armée bretonne de Georges Cadoudal (il convoya notamment des courriers à destination de l'Angleterre lors de la préparation du débarquement de Quiberon), chevalier de l'Ordre royal et militaire de Saint-Louis, chevalier de la Légion d'honneur ;
- Les chapelles :
  - La chapelle Sainte-Brigitte, dédiée à sainte Brigitte, située au hameau du Plec[100] et sa fontaine de dévotion[101] ;

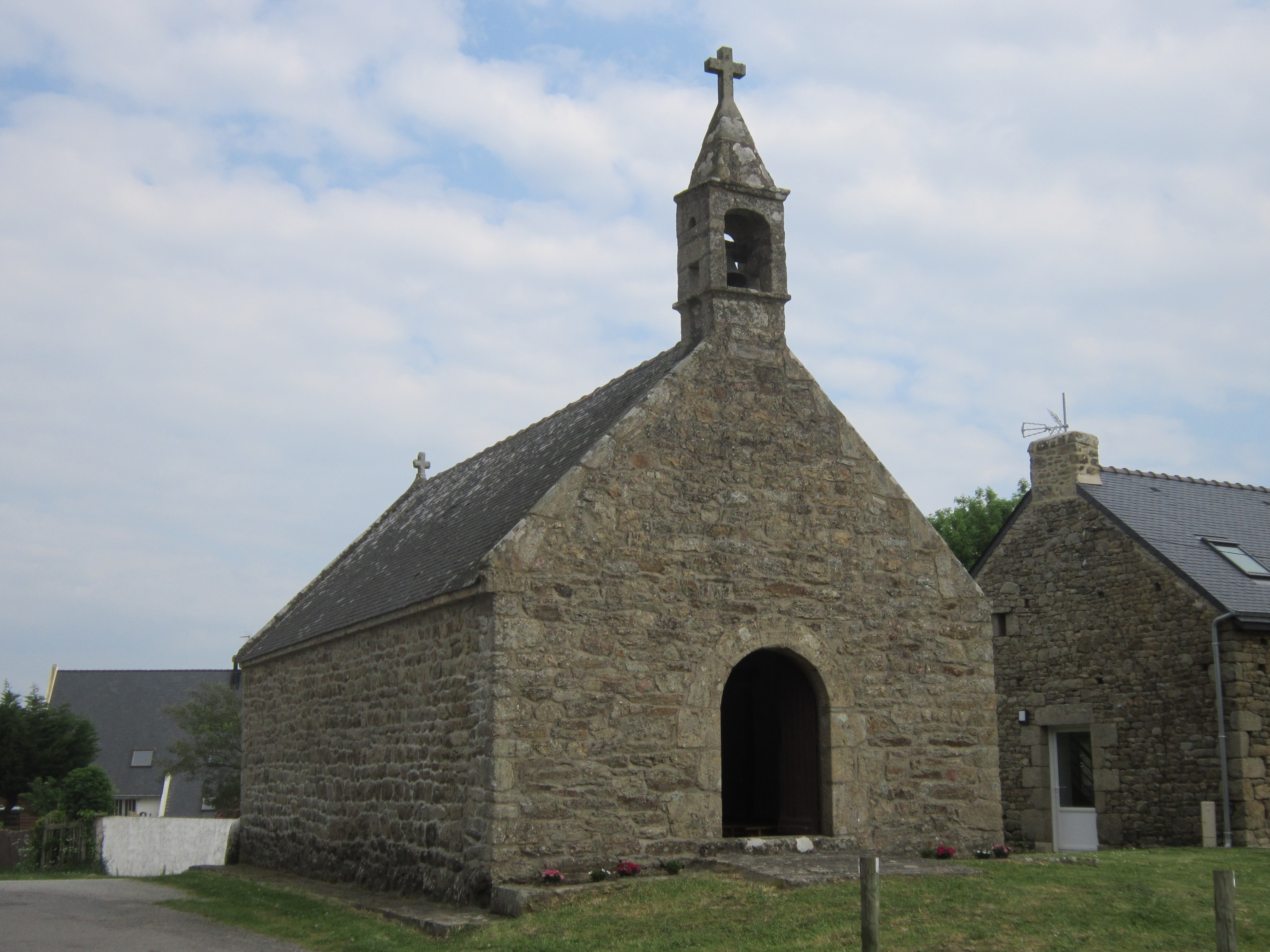
La chapelle Sainte-Brigitte : vue extérieure d'ensemble.
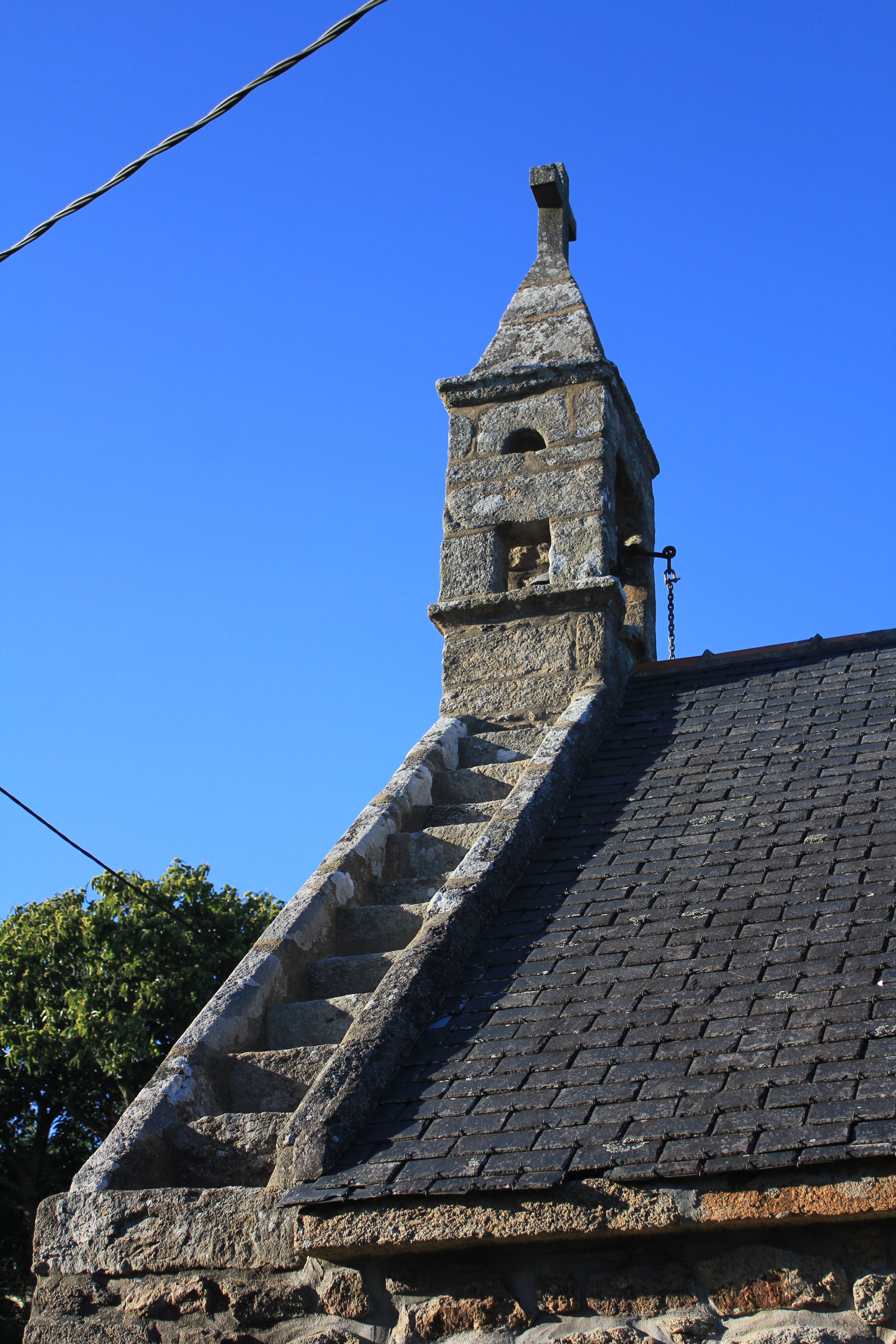
La chapelle Sainte-Brigitte : escalier de toit et clocher.
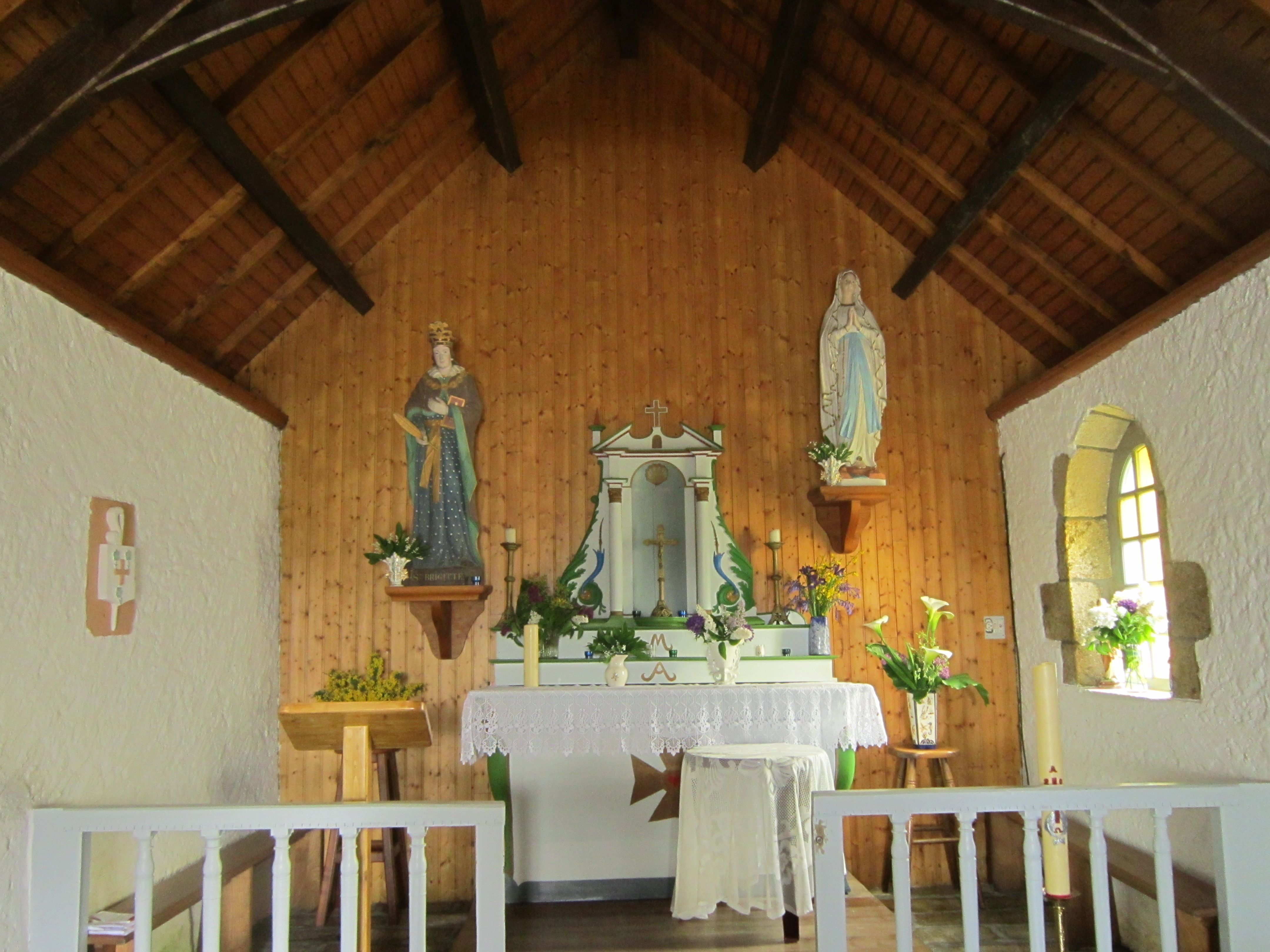
La chapelle Sainte-Brigitte : vue intérieure d'ensemble.
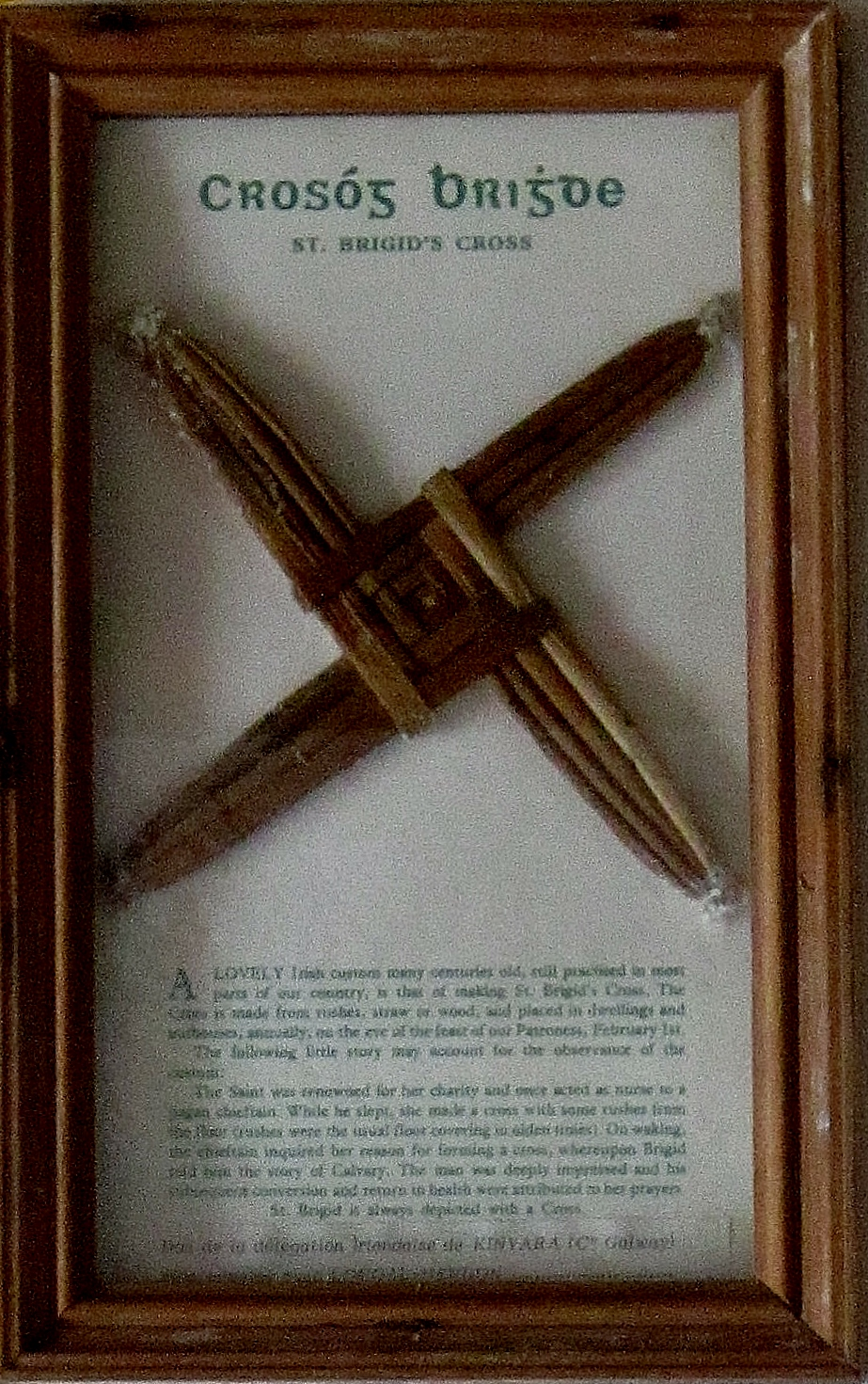
Chapelle Sainte-Brigitte : croix de sainte Brigitte.

- - La chapelle Saint-Gildas (construite au XVIe siècle, remaniée au XVIIe siècle) dans le village de Locqueltas, dédiée à saint Gildas, et sa fontaine de dévotion[102].

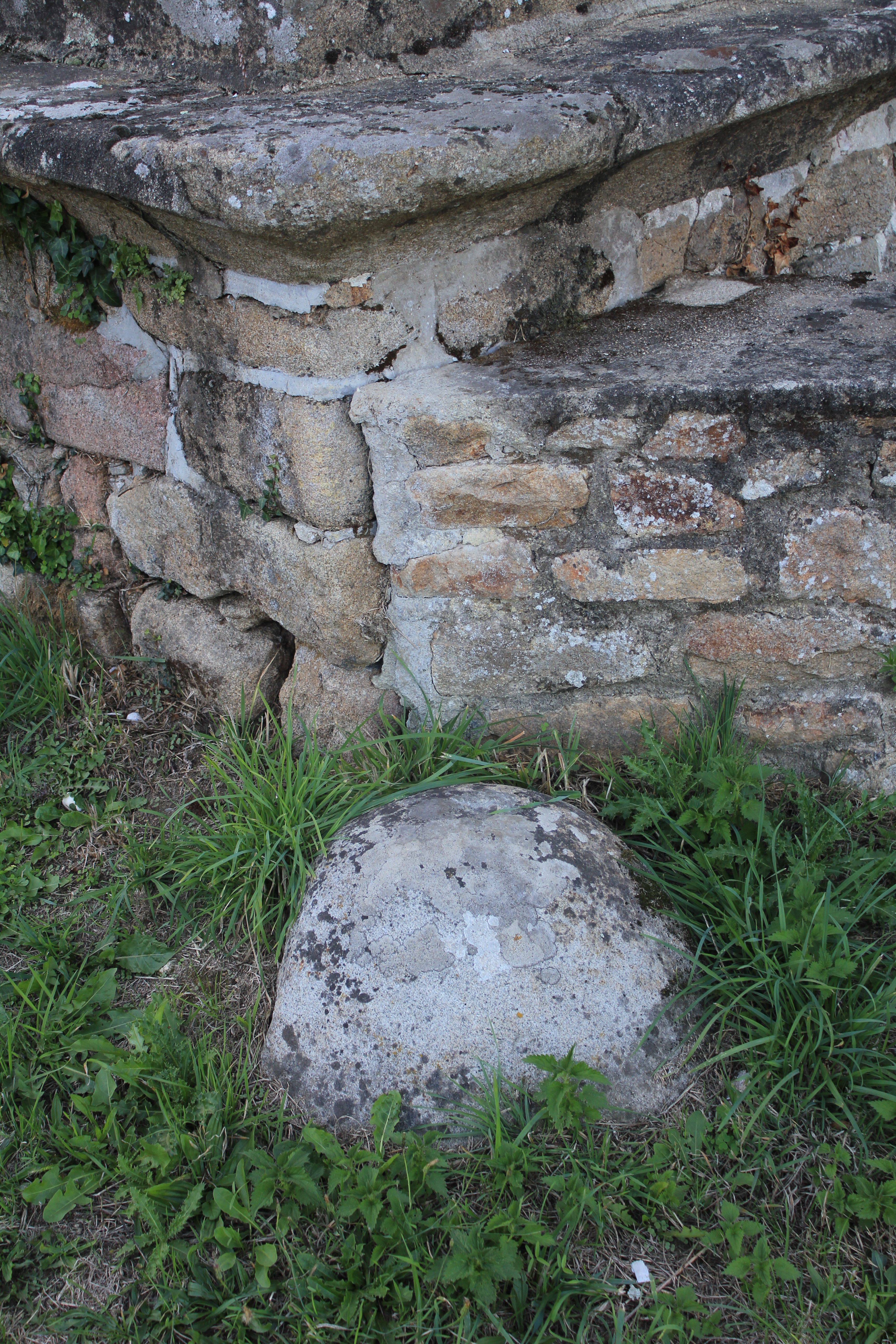
Pierre (omphalos ?) devant la façade sud de la chapelle Saint-Gildas.

- - La chapelle Saint-Vincent-Ferrier, dédiée à saint Vincent Ferrier, dans le village du Moustoir, construite en 1609-1610 à l'emplacement d'un ancien monastère, et sa fontaine de dévotion[103].

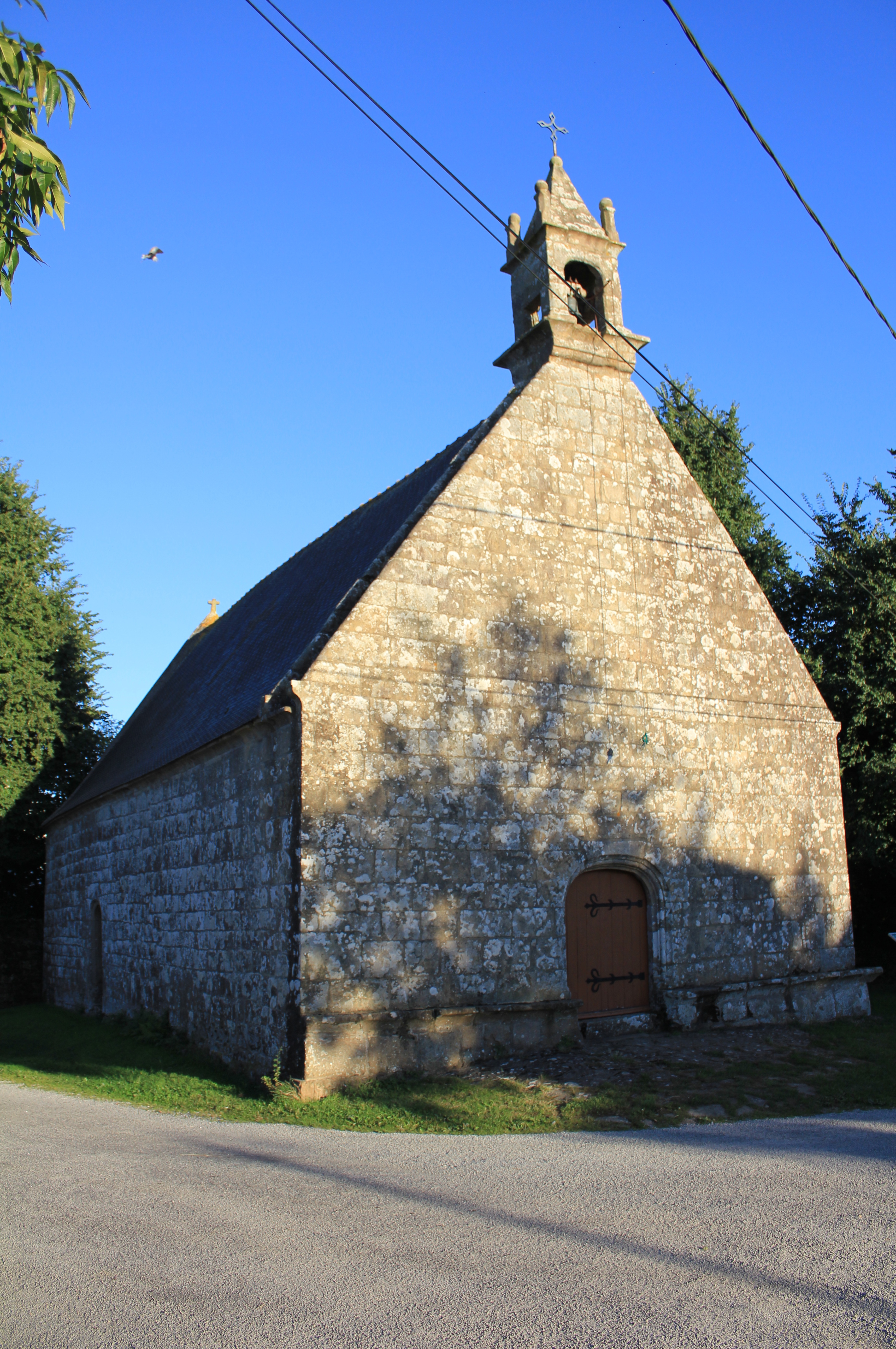
La chapelle Saint-Vincent-Ferrier : vue extérieure d'ensemble.
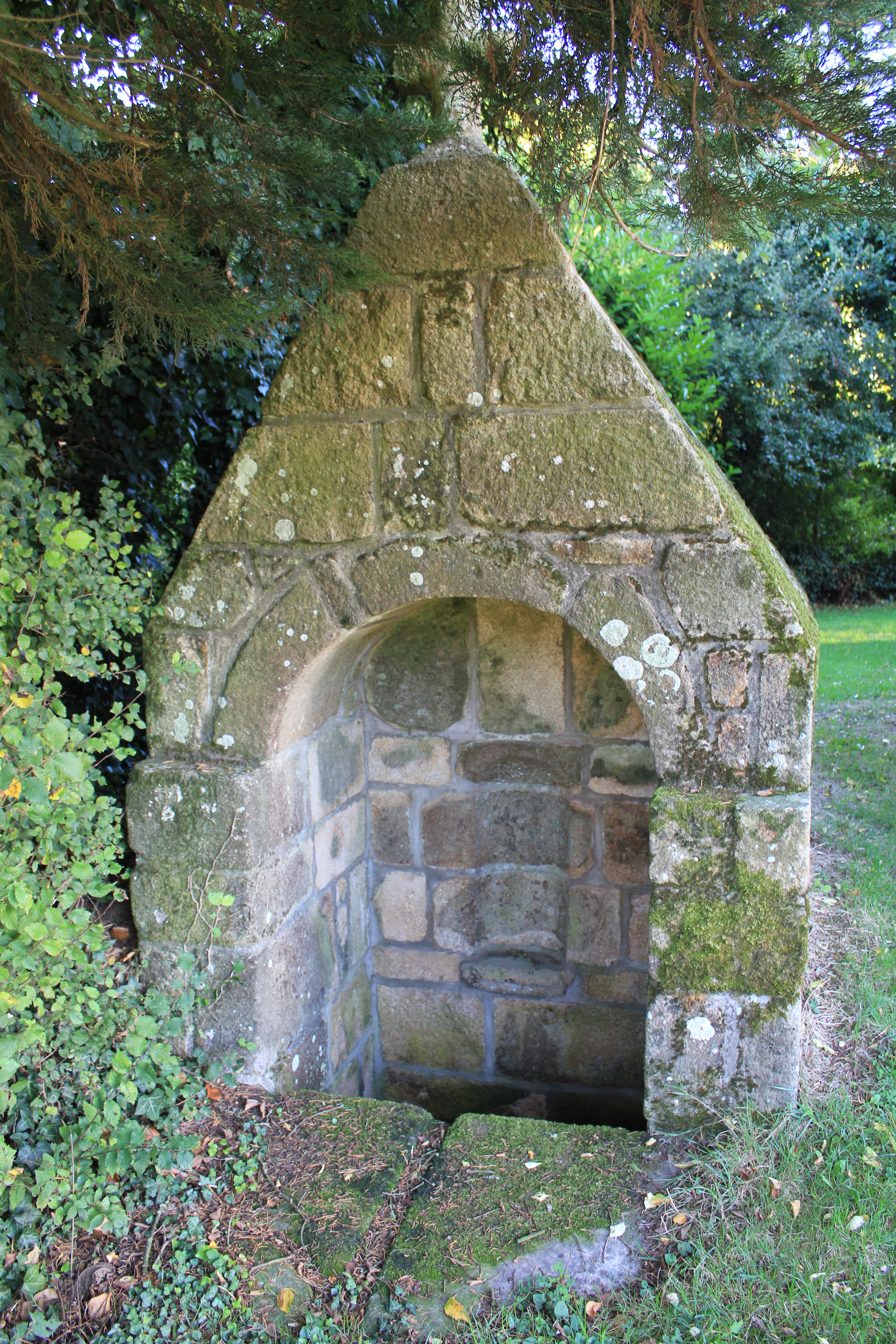
La fontaine de dévotion près de la chapelle Saint-Vincent-Ferrier.

- - La chapelle Saint-Jean, dans la partie est de l'île de Locoal, date de la deuxième moitié du XVIe siècle[104]. Le linteau de sa porte nord est gravé d'une hache emmanchée provenant probablement d'un dolmen voisin disparu[105]. La chapelle occupe l'emplacement de l'ancienne église des Hospitaliers de l'ordre de Saint-Jean de Jérusalem[70].
  - La chapelle Sainte-Marguerite, dédiée à sainte Marguerite d'Écosse : elle date du XVIIe siècle ; une fontaine de dévotion se trouve à proximité[106] ; elle possède de nombreuses statues, un tableau de Marguerite d'Écosse, ainsi qu'une maquette de thonier sous voiles[107] ;

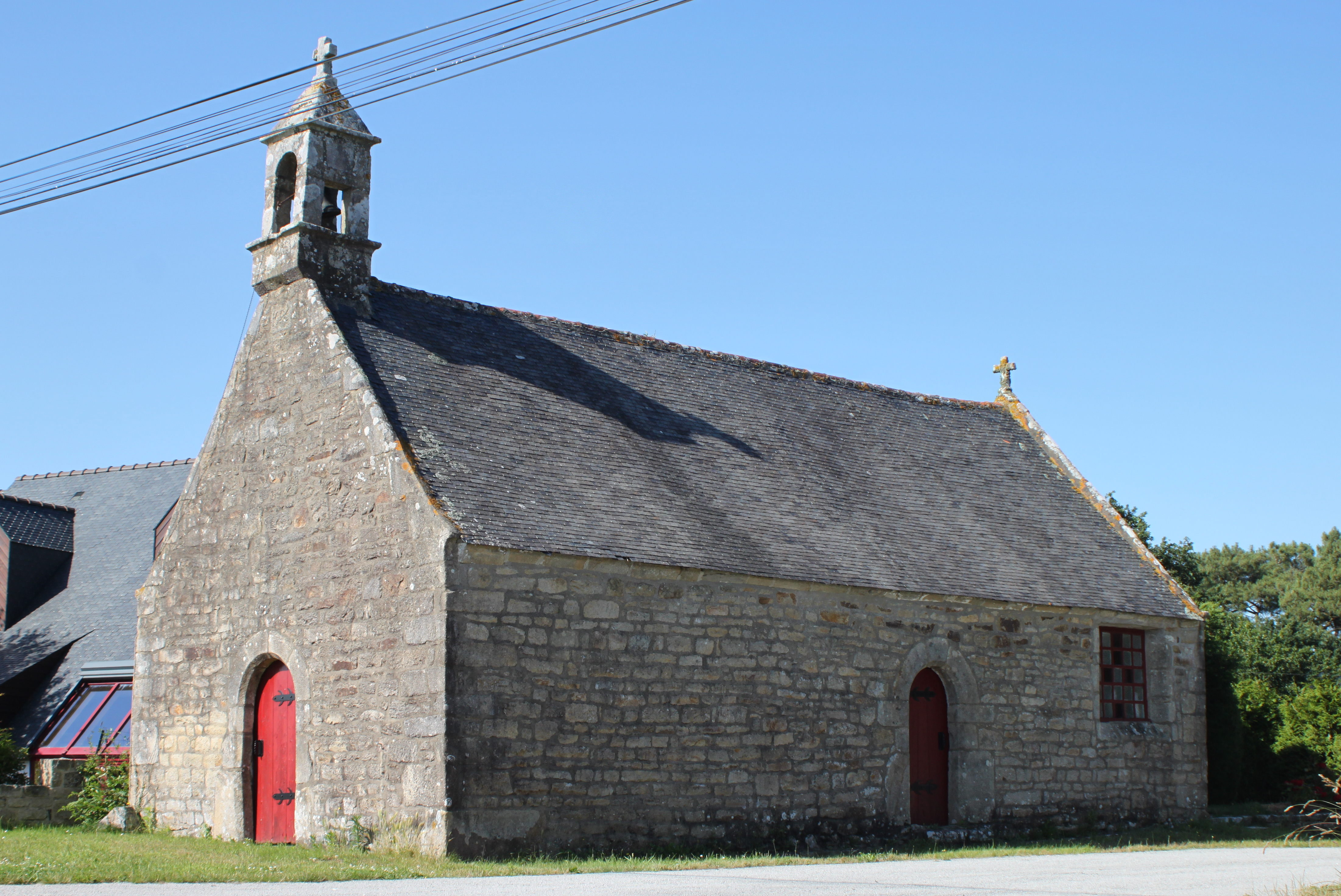
La chapelle Sainte-Marguerite : vue extérieure d'ensemble.

- - La fontaine moderne de Ladaul (reconstruite à l'emplacement de l'ancienne fontaine de Pen Poul) et l'oratoire du Kreisker, construit en 1976 (à l'emplacement de l'ancienne chapelle démolie).

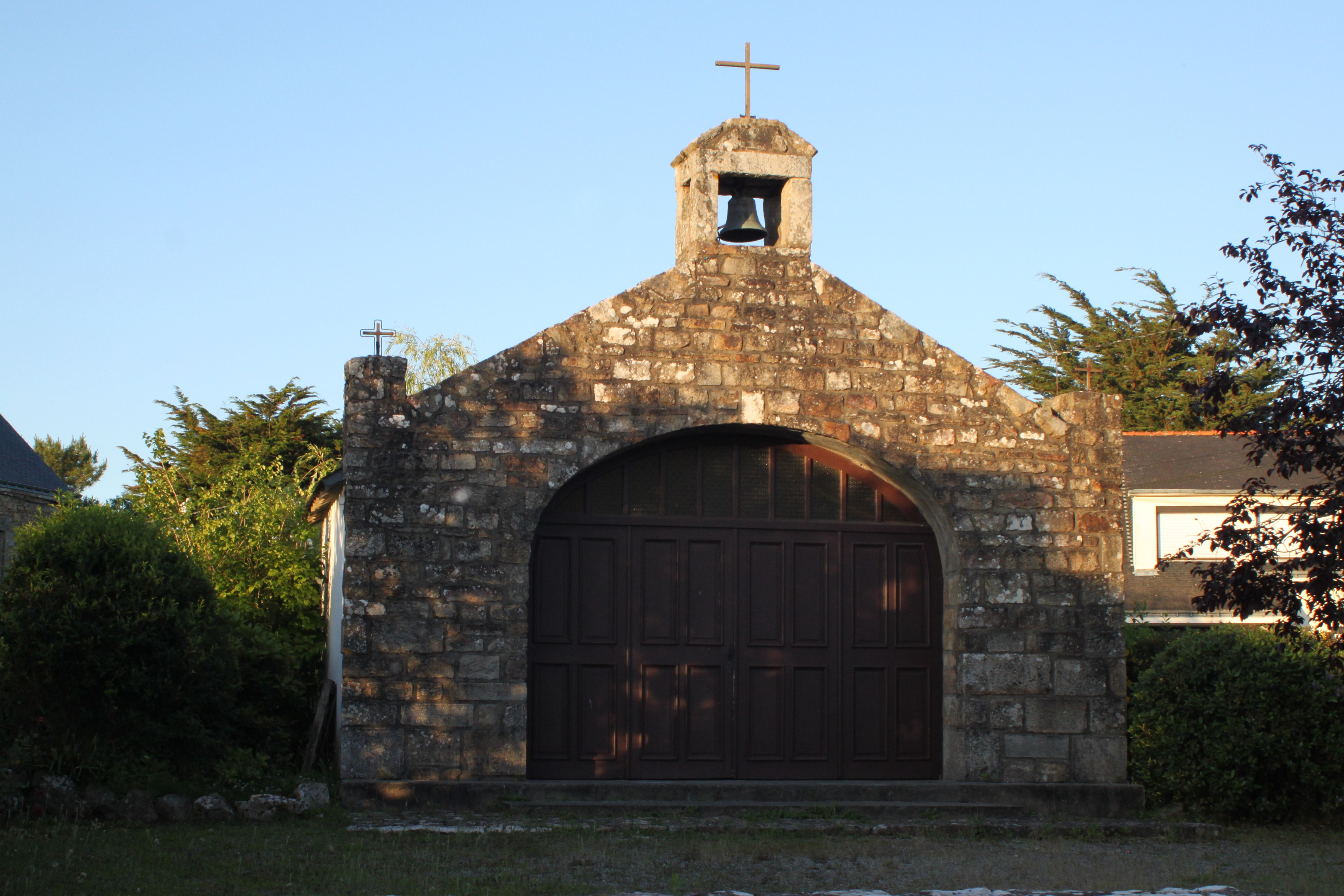
L'oratoire de Lapaul.

- Les monuments mégalithiques et vestiges gaulois :
  - Le Dolmen de Mané-er-Loh, l'Allée couverte de Mané-Bras et le Dolmen de Locqueltas ;

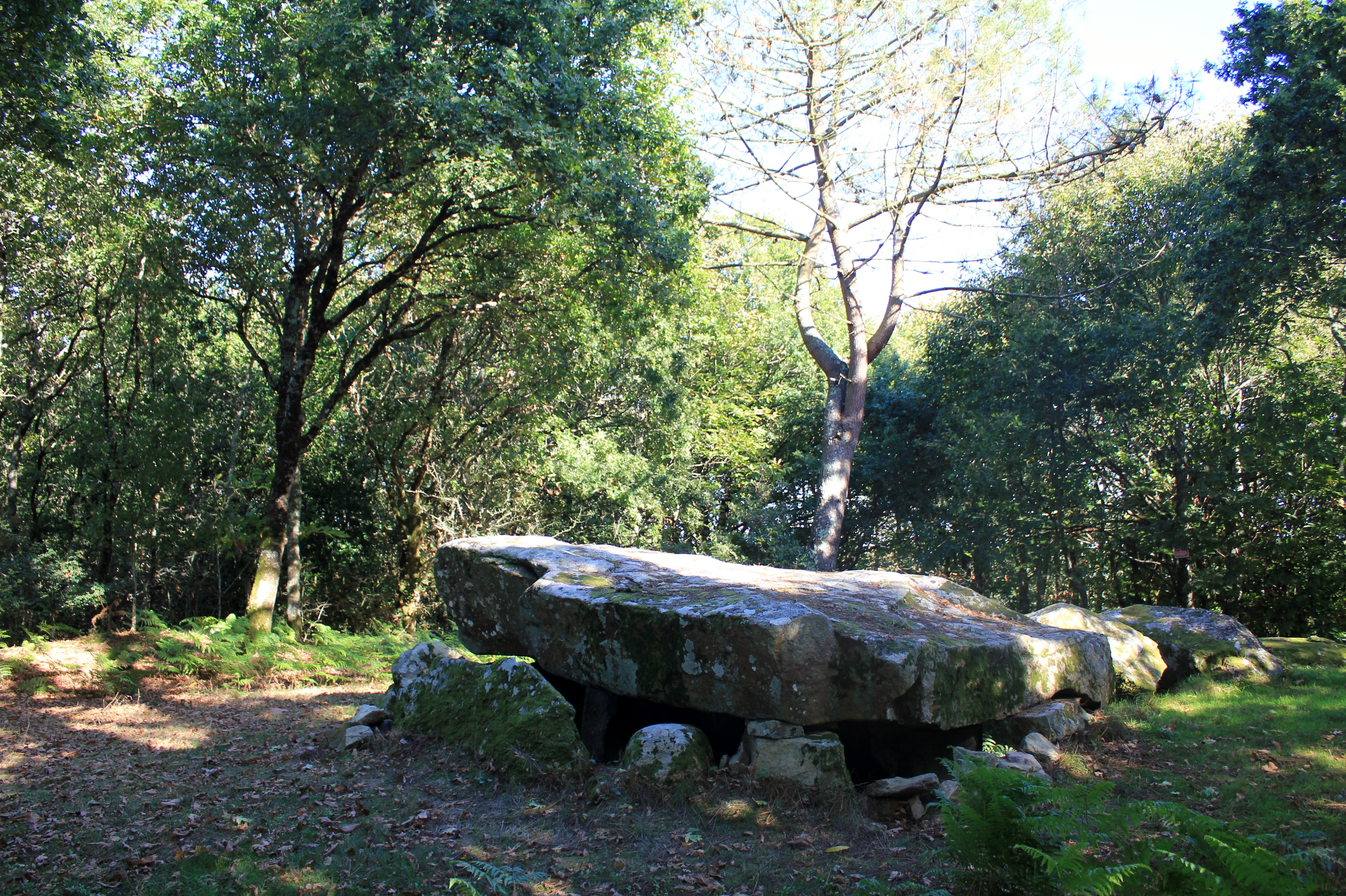
Dolmen de Mané-er-Loh : vue d'ensemble.
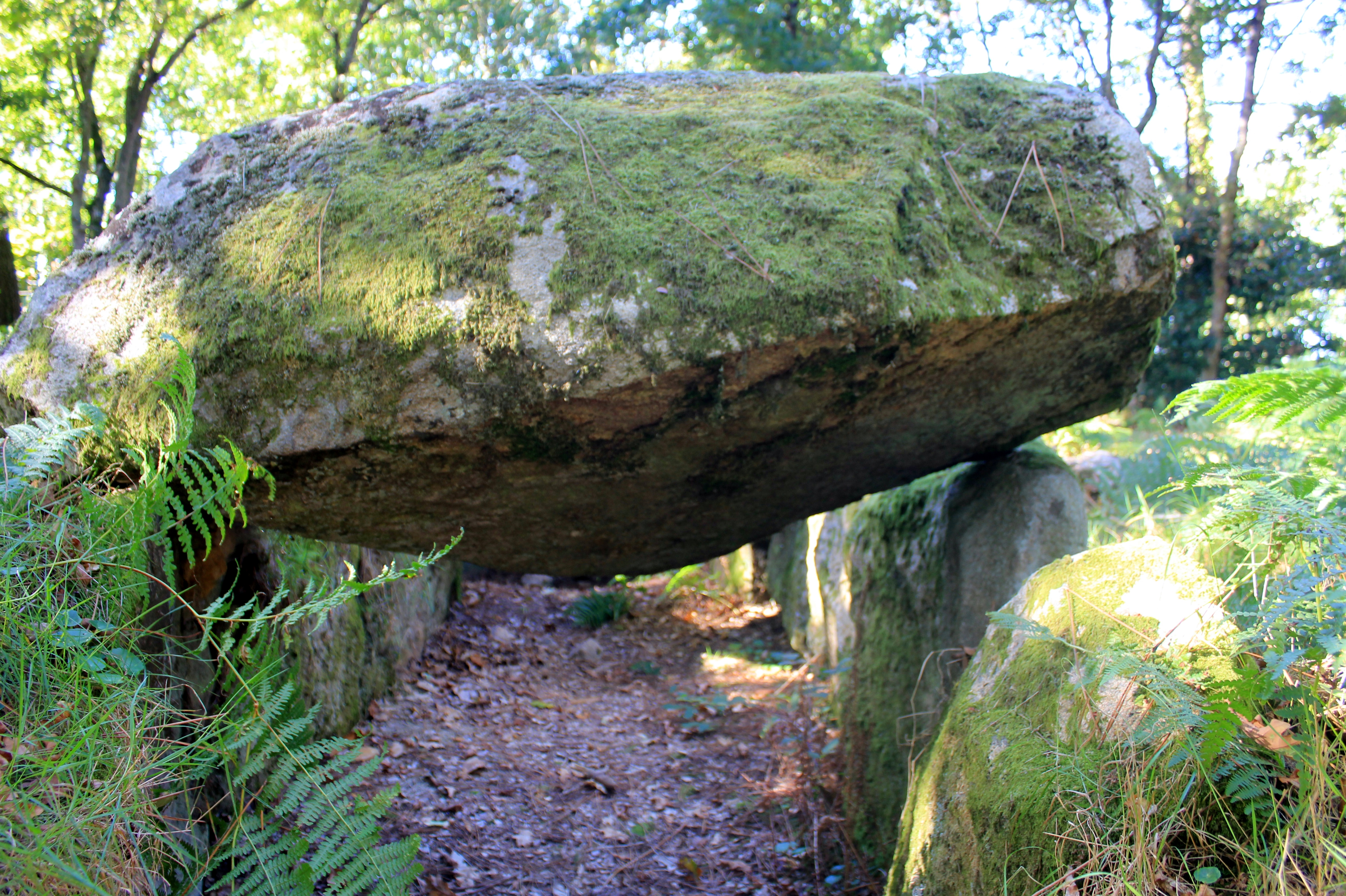
Dolmen de Mané-er-Loh : seconde arche.
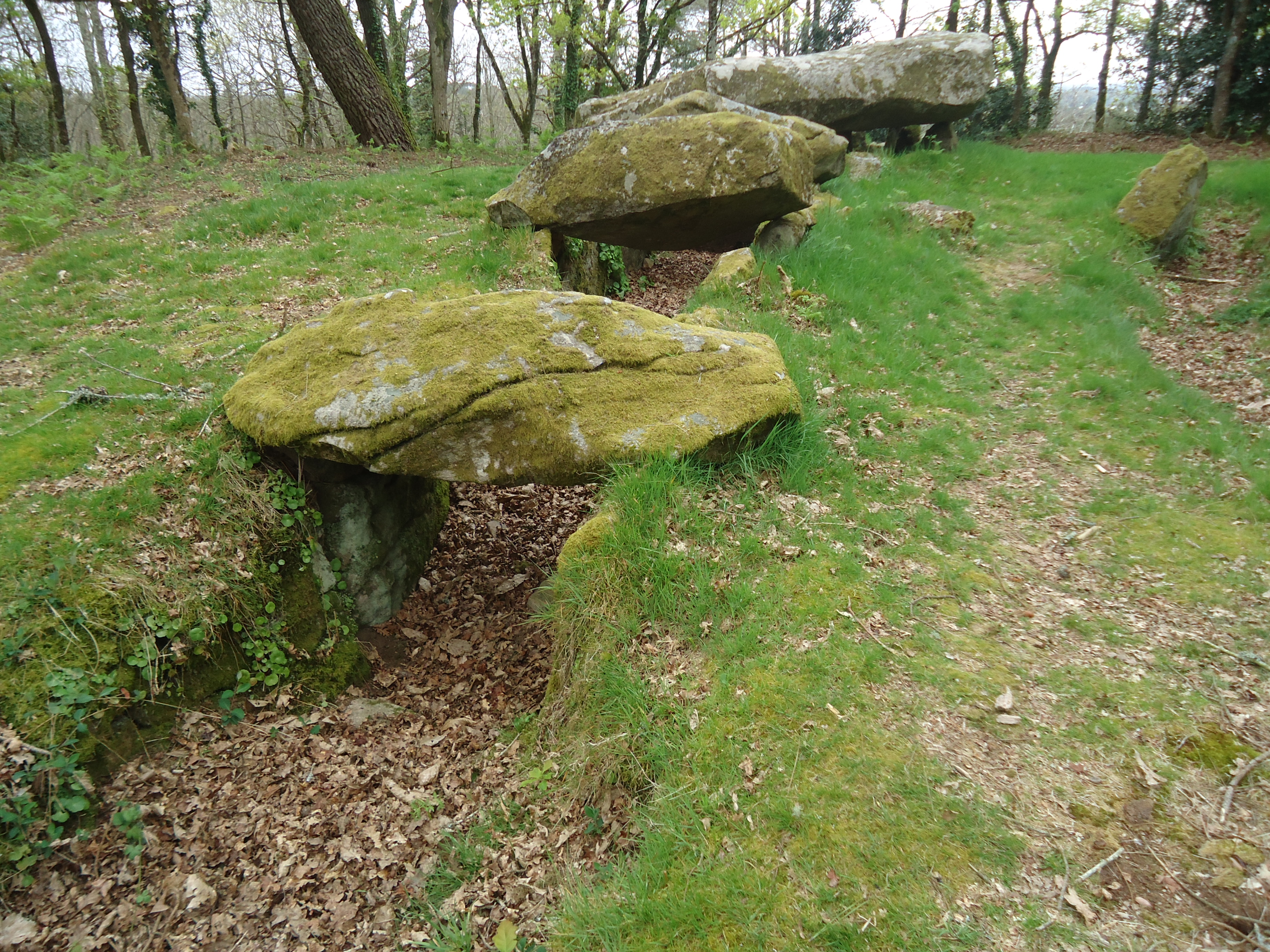
L'allée couverte de Mané-Bras.
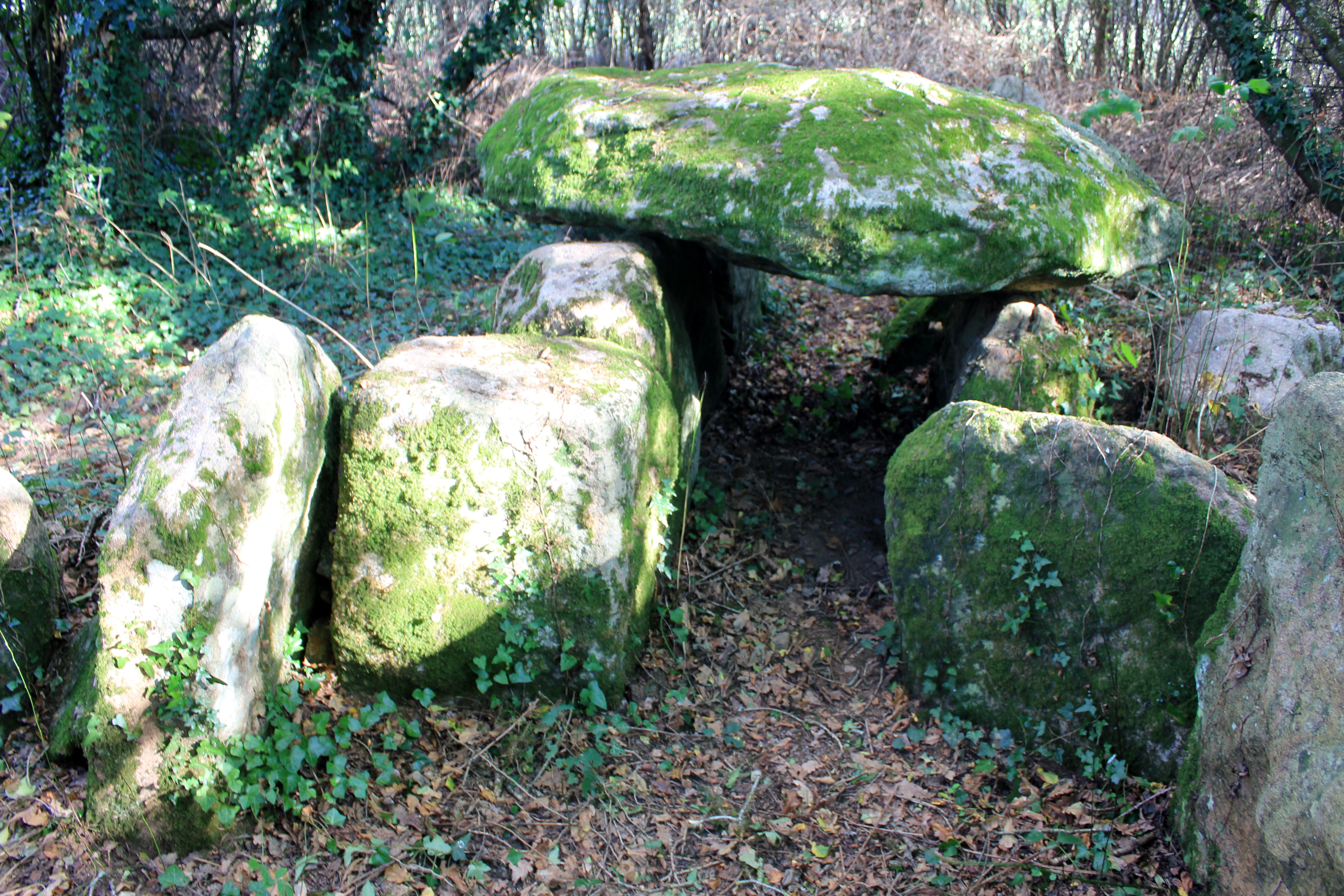
Le dolmen à cabinets latéraux de Locqueltas.

- - Les vestiges gaulois sont particulièrement nombreux à Locoal-Mendon, notamment les lec'hs : Locoal-Mendon est la commune de Bretagne qui en possède le plus[108] :
  - Certains lechs sont en forme de fuseau comme la stèle de Prostlon et la quenouille de sainte Brigitte[109] ;

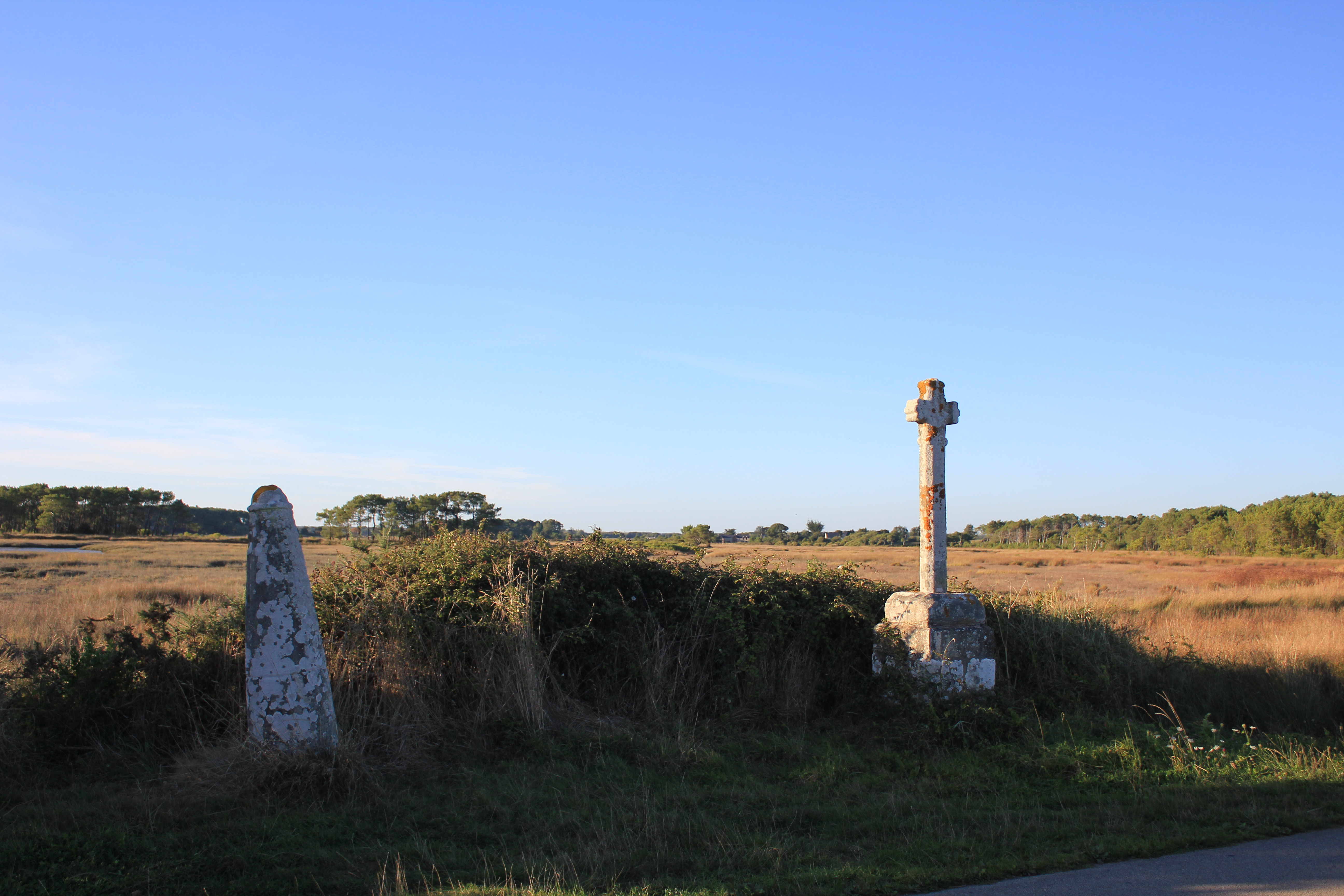
La croix et le lech de Pen-er-Pont.
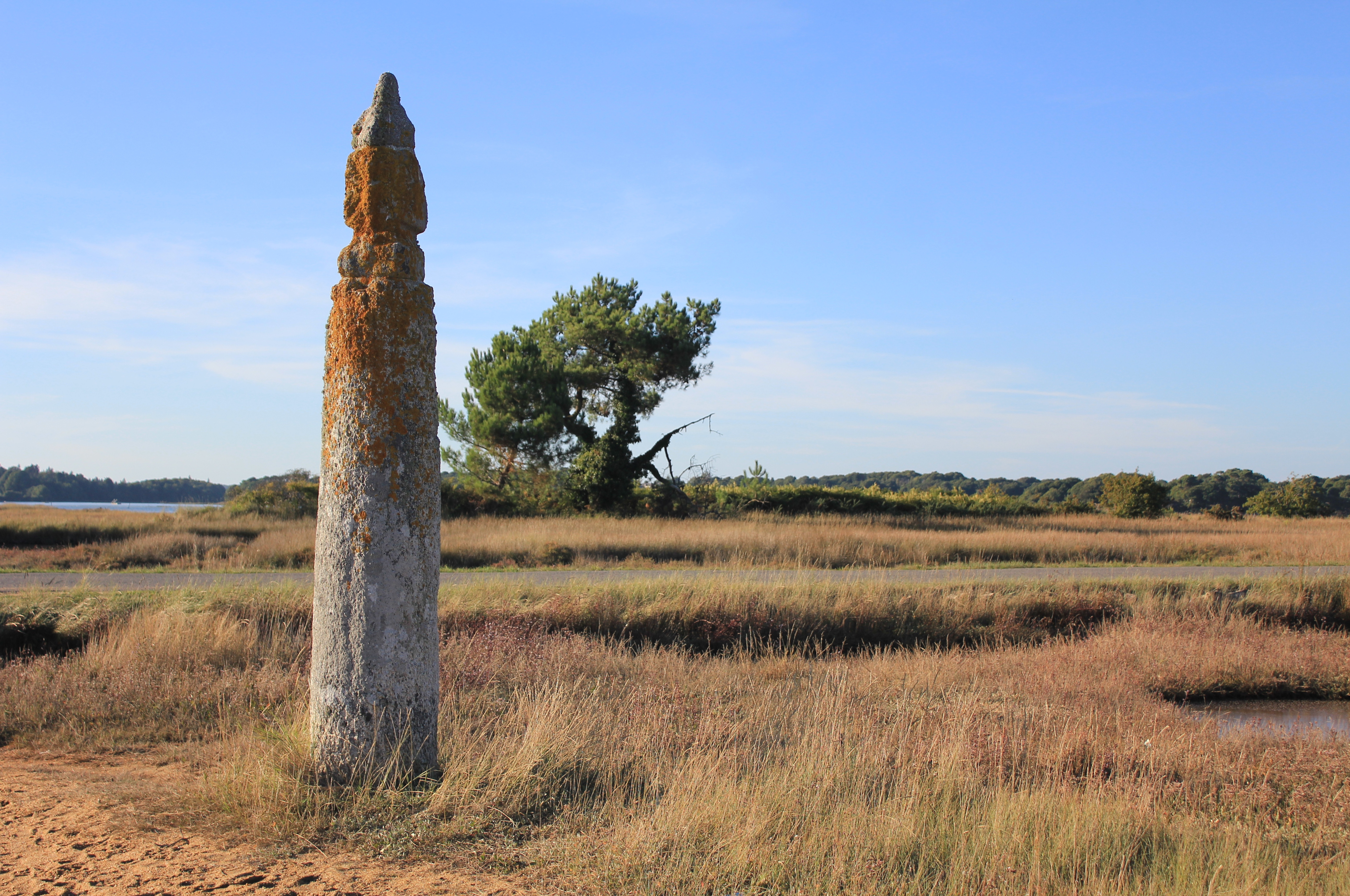
La quenouille de sainte Brigitte.

- - D'autres stèles, moins hautes ou petites, se trouvent fréquemment dans le voisinage des églises et chapelles comme près de la chapelle du Moustoir, près de l'église de Locoal ou près de la chapelle de Sainte-Brigitte au Plec ;
  - Les croix monumentales et dolmens christianisés[70] :
    - Croix de Pen-er-Pont ;
    - Croix du Moustoir de Locoal-Mendon (en fait une croix et deux lec'hs) ;
- La « cache » de Georges Cadoudal[110] à la pointe de la Forest, accessible par le « chemin de Cadoudal »[111].

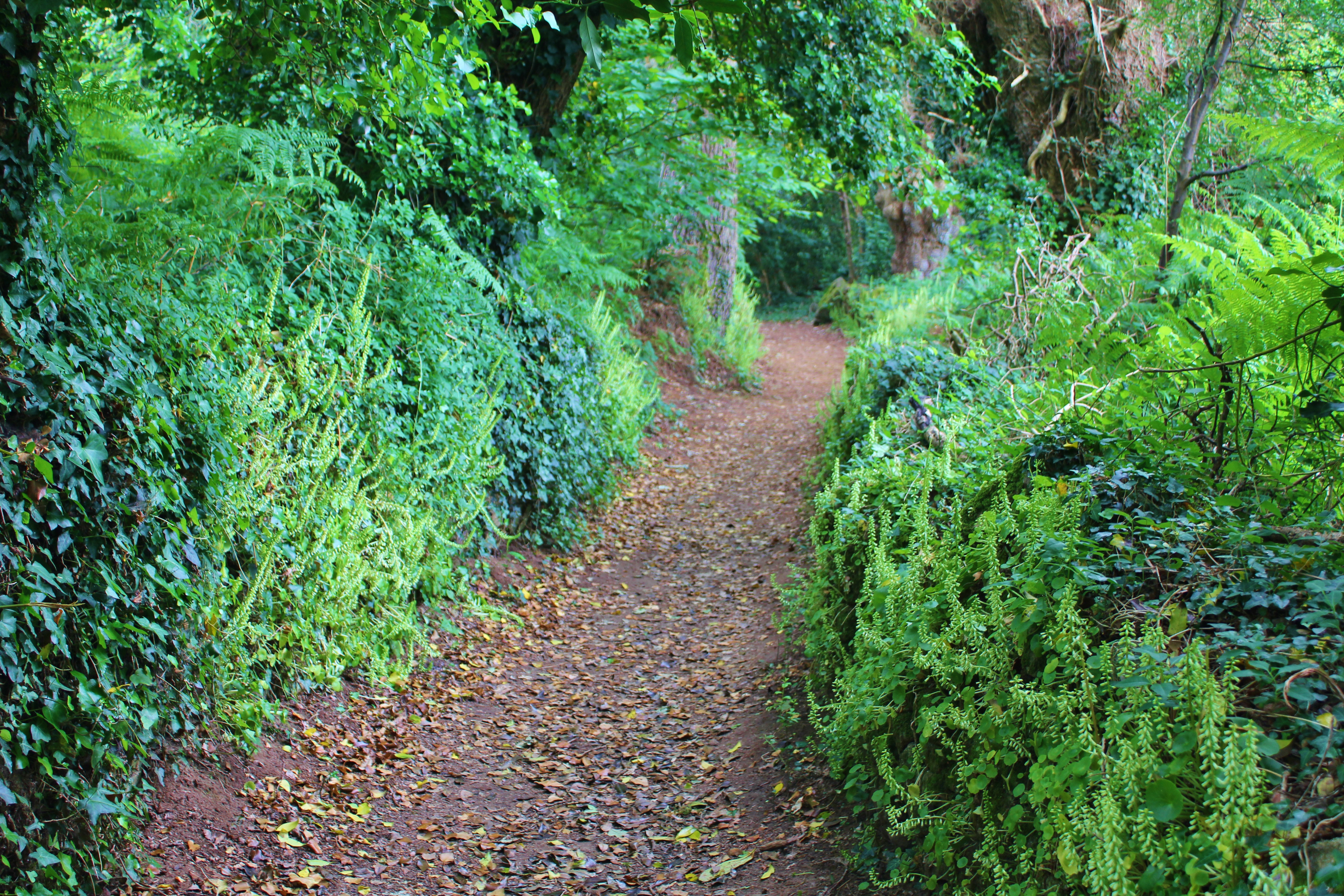
Le « chemin de Cadoudal »"
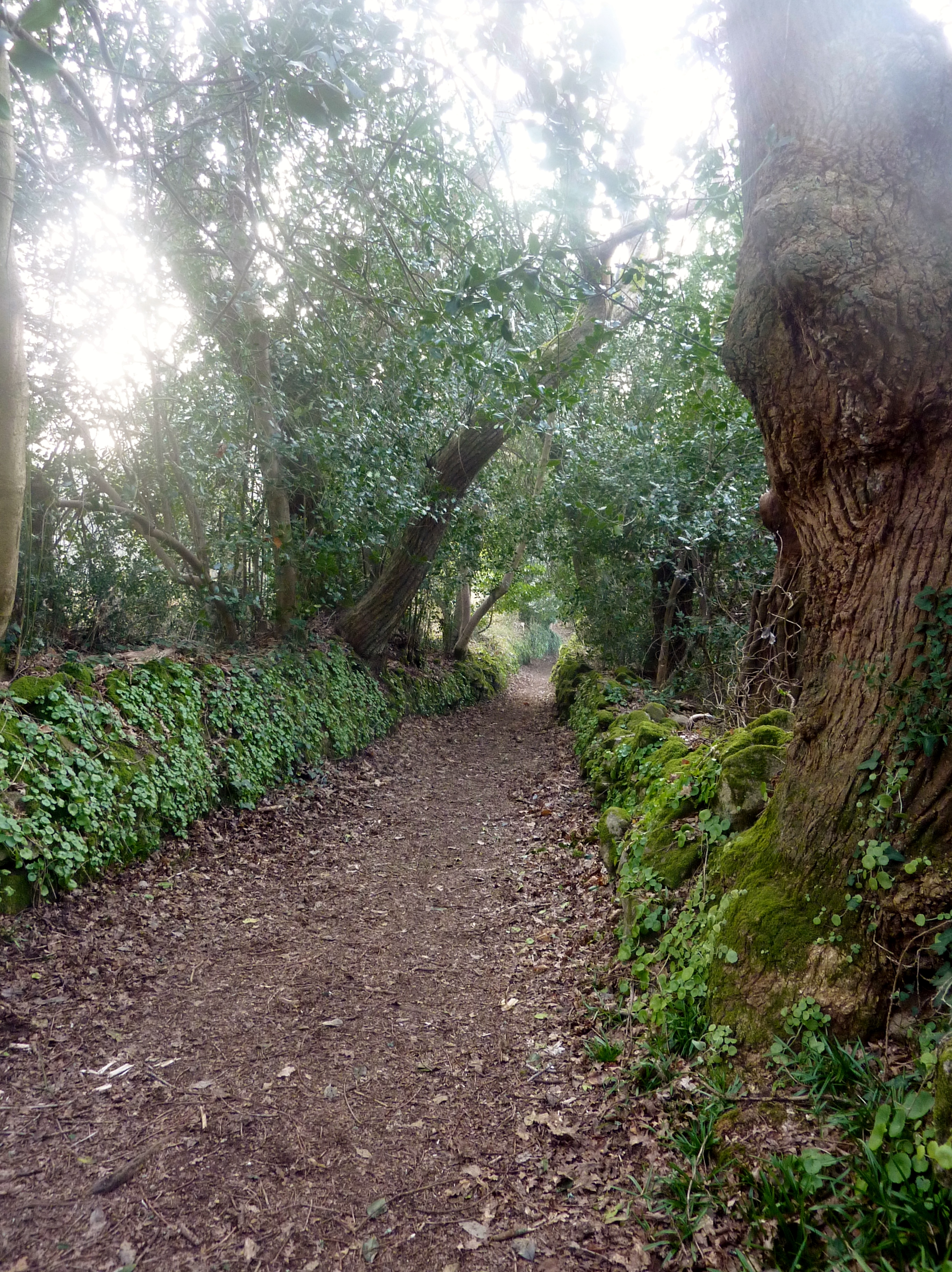
Le « chemin de Cadoudal ».

- Des maisons pittoresques.

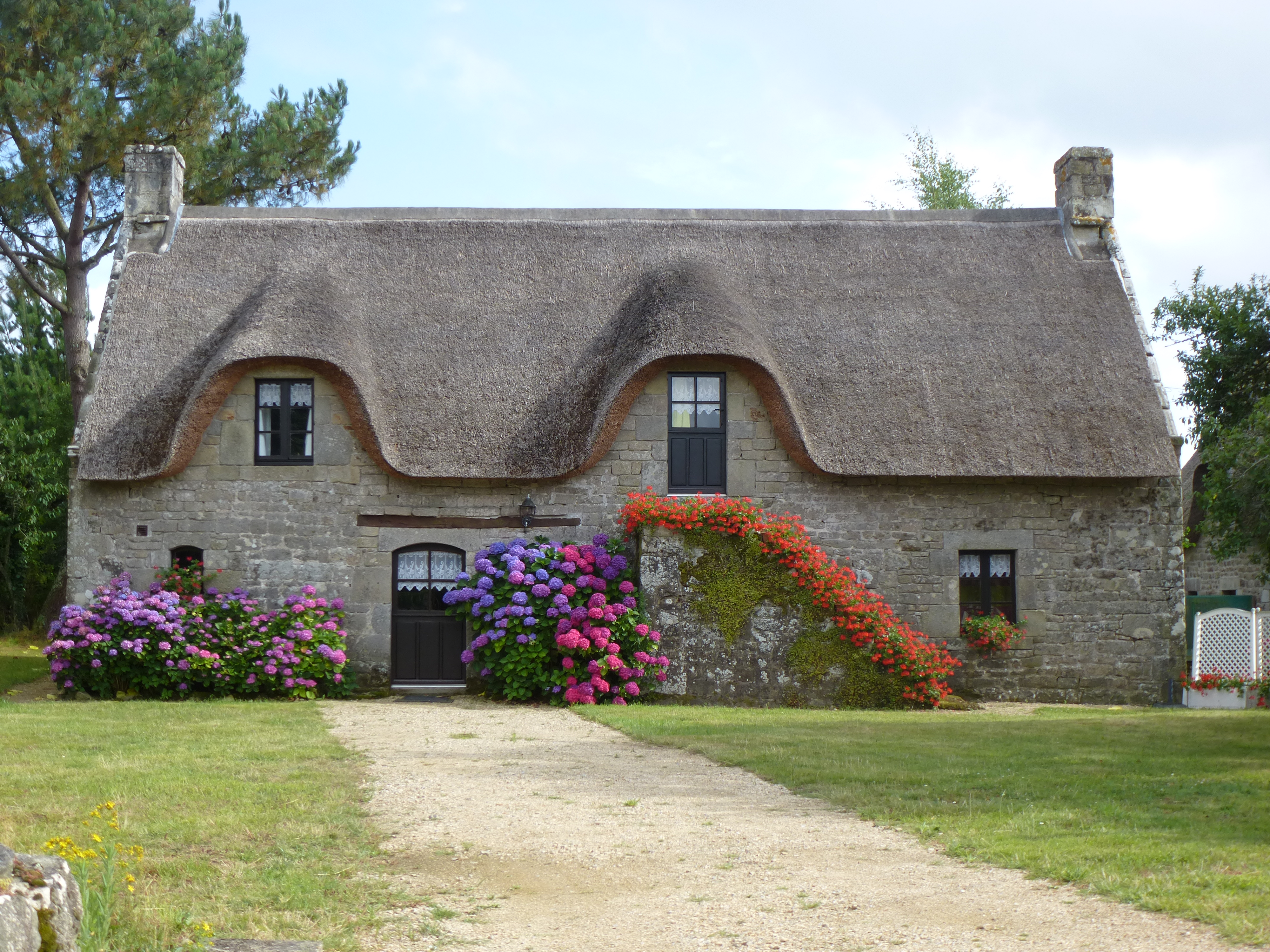
Maison à toit de chaume à Locoal-Mendon.

### Langue bretonne
À la rentrée 2017, 94 élèves étaient scolarisés dans la filière bilingue catholique.
L'adhésion à la charte Ya d'ar brezhoneg a été votée par le conseil municipal le 7 avril 2015.
Le label Ya d'ar brezhoneg de niveau 1 a été remis à la commune le 6 mai 2016.

### Culture

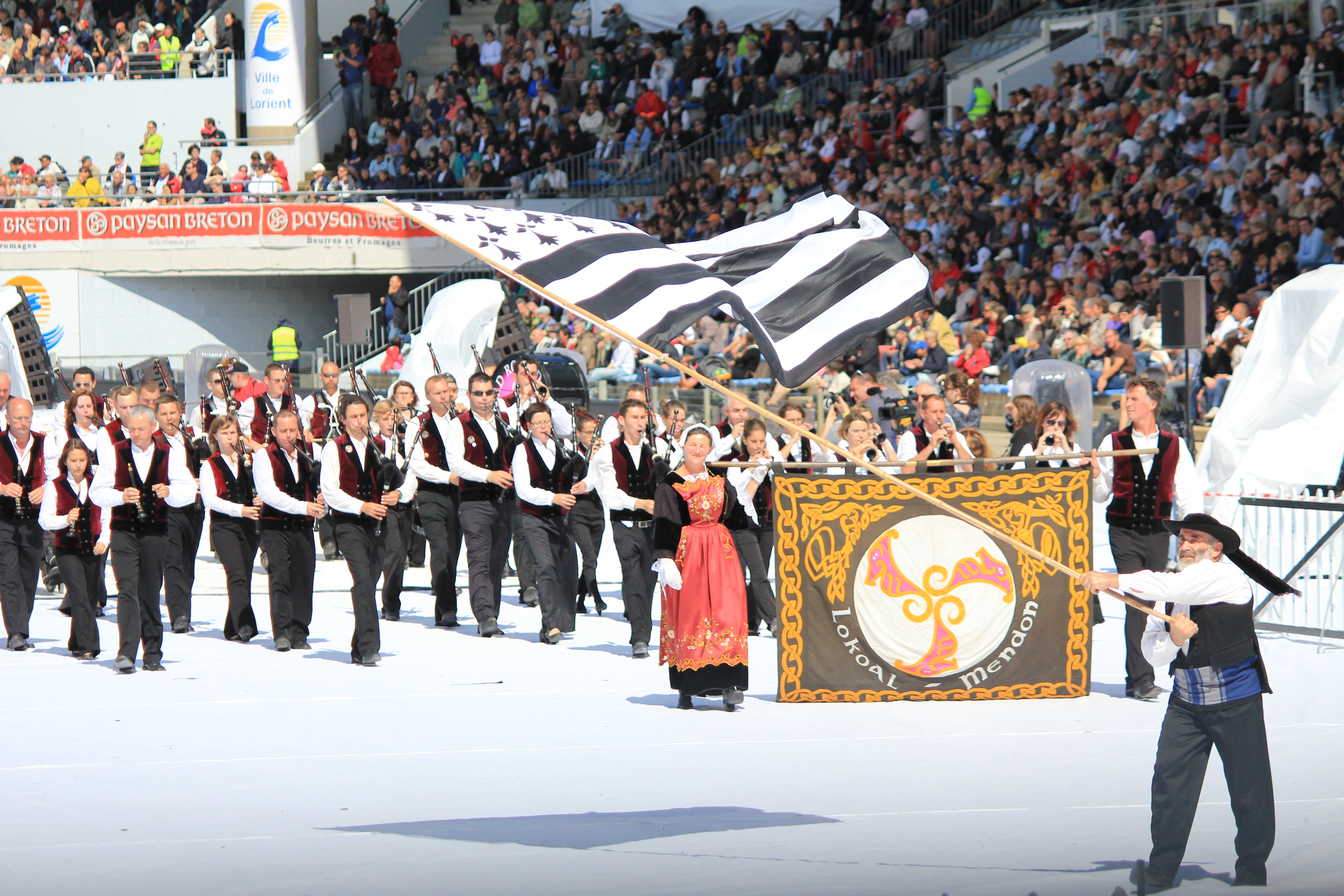
Le bagad Roñsed-Mor pendant le festival interceltique de Lorient 2012.

Le bagad Roñsed-Mor de Locoal-Mendon donne des concerts seul ou avec des artistes tels que Denez Prigent, Gilles Servat, Dan Ar Braz ou Pat O'May. Il a été quatre fois champion de Bretagne.
Jean Rouayd a consacré son film Bagad au Bagad de Locoal-Mendon qu'il suit pour le championnat des bagadoù en 2005.
En 2013, Jean Rouaud filme le pen sonneur de ce même bagad dans son film Avec Dédé.

### Personnalités liées à la commune
- Yvan Bourgnon, skipper de nationalité suisse ;
- Gilles Servat, chanteur ayant habité à Locoal-Mendon ;
- Jean Cocteau a séjourné à quelques reprises dans un manoir à La Forest[113] ;
- Nicole Le Douarin, réfugiée pendant la Seconde Guerre mondiale, future secrétaire perpétuelle de l'Académie des Sciences ;
- Louison Bobet, combattant sur le front de la poche de Lorient, au Verdon, de décembre 1944 à mai 1945 ;
- Nolùen Le Buhé, chanteuse, née en 1972 à Locoal-Mendon ;
- Alain Le Buhé, fondateur du Bagad Roñsed-Mor ;
- Jean Sciou, résistant, Chef de Région du Réseau Bretagne-Manche à partir de septembre 1943, Confrérie Notre-Dame, né en 1920 à Locoal-Mendon ;
- Michèle Monjauze, écrivain, psychothérapeute, universitaire a passé les dernières années de sa vie dans la commune.